# TR-85M1
TR-85M1 «Bizonul» — румынский основной боевой танк. Создан на базе танка TR-85. Производилась с 1999 по 2009 гг. Является основным танком румынской армии.

## История
TR-85M1 разрабатывался по инициативе румынского Генерального штаба с марта 1994 года для модернизации TR-85 под стандарты НАТО. Программа модернизации румынских танков TR-85 была начата в 1994 году. Разработка началась в 1996 году с мероприятий, связанных с подготовкой документации, анализа, тестирования и разработки эксплуатационных требований. Румынские специалисты в сотрудничестве со специализированными предприятиями во Франции, наиболее важными из которых был MATRA DEFENCE, разработана и реализована программа модернизации TR-85, в результате чего TR-85M1 является продуктом, совместимым со стандартами НАТО.
В 1999 году TR-85M1 был впервые представлен публике на Румынском военном показе. Тестирование началось в январе и феврале 2000 года на первой партии из 13 танков. Испытания были довольно успешными. Было подсчитано, в то время, что к 2005 году все 315 TR-85 танки будут модернизированы. План в то время было сократить численность румынских танков до 480 современных / модернизированных танков, так как большинство из более чем 2500 танков в бывшей Народной армии были старые Т-55. Но всего 56 танков были модернизированы в период между 1997 и 2009 годами.
Оборудование было в программе модернизации были выполнены в сотрудничестве с крупными компаниями в этой области на западе (Airspace Matra, SAGEM, Kollmorgen Artus, Racal Electronics), а также с компаниями в Румынии (Electromagnetic, FAUR, Elprof, UM Resita, Aeroteh, IOR и JOEL). По большей части, модернизация танков TR-85 состояло из установки телеметрического оборудования с современными системами управления огнём, как днём, так и ночью, систем обнаружения и замене старых систем стабилизации, на новые которые дают лучшую точность стрельбы. Данные системы стоят на французском танке Леклерк.
Также была разработана новая система пожаротушения.
Танк оценивается в 1,5 млн. долларов США.
В 2023 году было принято решение о модернизации танков TR-85M1.

## Описание конструкции
Компоновка танка TR-85M1 в целом аналогична компоновке танка TR-85. Корпус танка удлинён по сравнению с Т-55. В ходовой части используются 6 опорных катков. На танк был установлен более мощный 860-сильный двигатель 8VS-A2T2M. Башня стала немного больше с удлинённой кормовой нишей, где находится боекомплект.
TR-85M1 весит 48 тонн в пустом состоянии и имеет 860-сильный двигатель, который даёт ему только 17 л. с./т, что по сравнению с другими танками довольно мало (Т-90 — 21,5 л. с./т, M1A2 Абрамс — 24,1 л. с./т). Чтобы заполнить баки, требуется 960 литров дизельного топлива, также имеется кормовой бак объёмом в 400 л. Таким образом, полностью оборудованный танк тяжелеет с 48 тонн до 52,5 тонн.
Танк не имеет активной или пассивной противоракетной системы обороны, за исключением старых дымовых гранат, а также не имеют лазерную систему обнаружения. Дополнительная броня была добавлена на башне. Башня была также переработана для лучшего размещения экипажа и нового электронного оборудования. По словам военных бронирование башни не уступает современным ОБТ.
Система огнетушения была заменена на новую, нетоксичную, которая может потушить пожар в 80 миллисекунд. Система обнаружения и оповещения о лазерном облучении была также добавлена. Тормоза и подвеска были заменены. Система передач была переработана и были обрезиненны траки гусениц.

## Вооружение
Основным вооружением TR-85 M1 является 100-мм пушка A-308, чьи подкалиберные снаряды израильской разработки на расстоянии в 4000 м могут пробить броню толщиной до 350 мм. На расстоянии в 1000 м снаряд пробивает броню толщиной в 450 мм. Орудие может стрелять снарядами типа APFSDS.
Пушка управляется электрическим механизмом поворота башни который был ориентирован на получение быстрого движения орудия в сторону цели. Пушка имеет в боезапасе 41 подкалиберных снарядов, 7,62-мм спаренный пулемёт имеет 5000 патронов, 12,7 мм зенитный пулемёт ДШКМ имеет в боезапасе 750 выстрелов, 24 дымовые гранаты, также имеются 4 файер-вспышки. Радиосистема была заменена на современную Panther 2000, производимая в сотрудничестве с компанией Racal.
TR-85M1 является значительным улучшением по сравнению с TR-85. Однако 100-мм пушка, как полагают военные обозреватели, слишком слаба против танков текущего поколения. Эксперты утверждают, что общая модернизация является удовлетворительной. Из основных недостатков можно выделить: башня плохо спланирована и пространство внутри башни не достаточно для экипажа; пушка нарезная и не имеет возможность стрелять ракетами; а броня недостаточно толстая для современного ОБТ.

## Модификации
- TR-85M — TR-85 с новой литой башней с кормовой нишей, изготовлен один прототип.
- TR-85M1A — предсерийная версия, изготовлен один прототип.
- TR-85M1 «Bizonul» — серийный вариант
- DMT-85M1 — бронированная машина разминирования. Создана на базе TR-85M1. Произведено 5 штук в 2007—2009

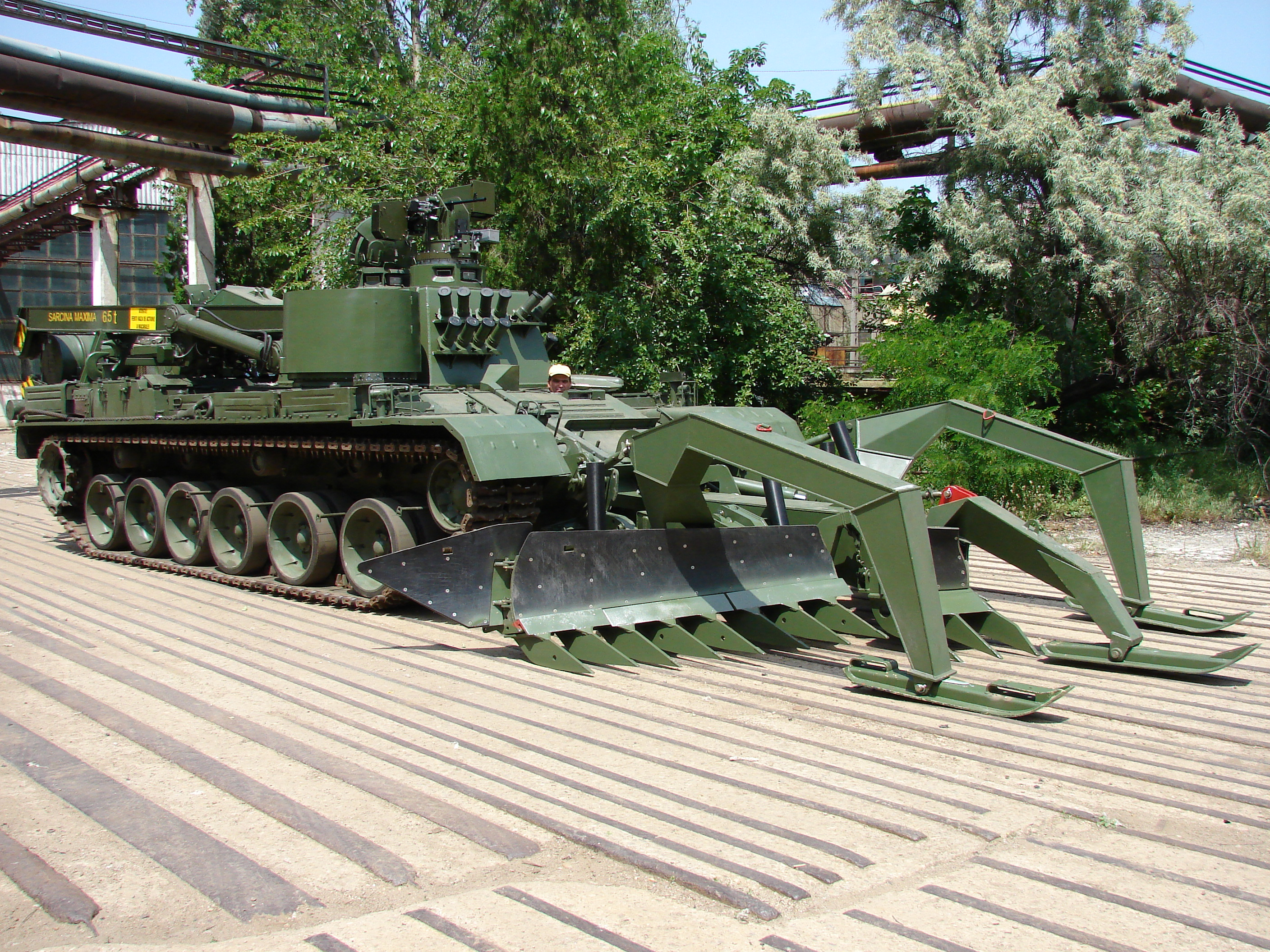
DMT-85M1

## На вооружении
- Румыния — в начале 2022 года на вооружении сухопутных войск находились 54 танка TR-85M1[4]

## Галерея TR-85M1A

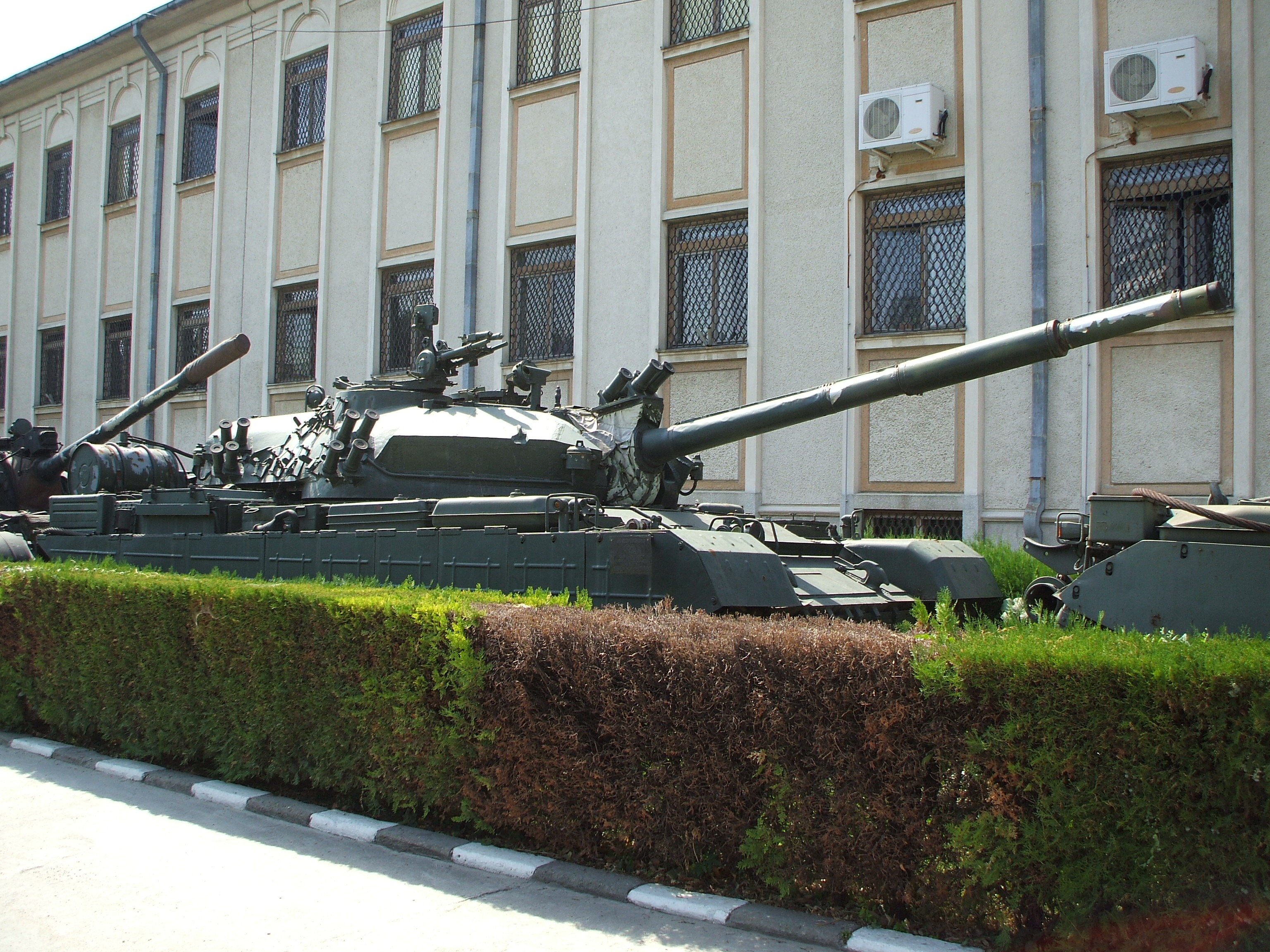

## Галерея TR-85M1 «Bizonul»

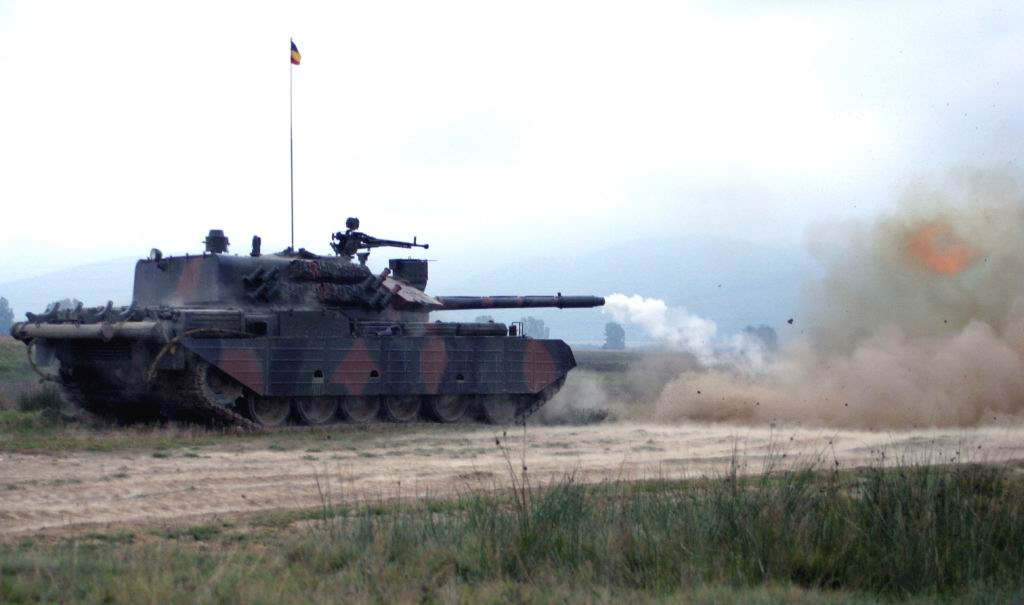
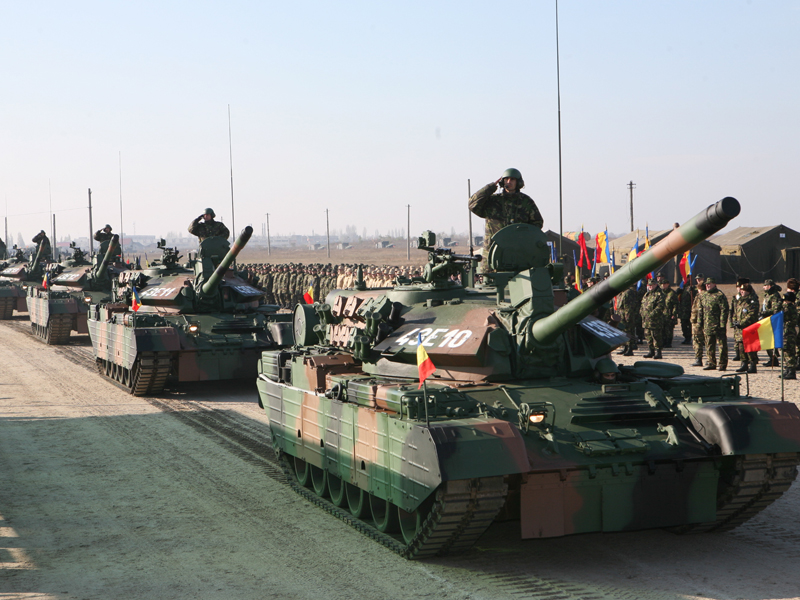
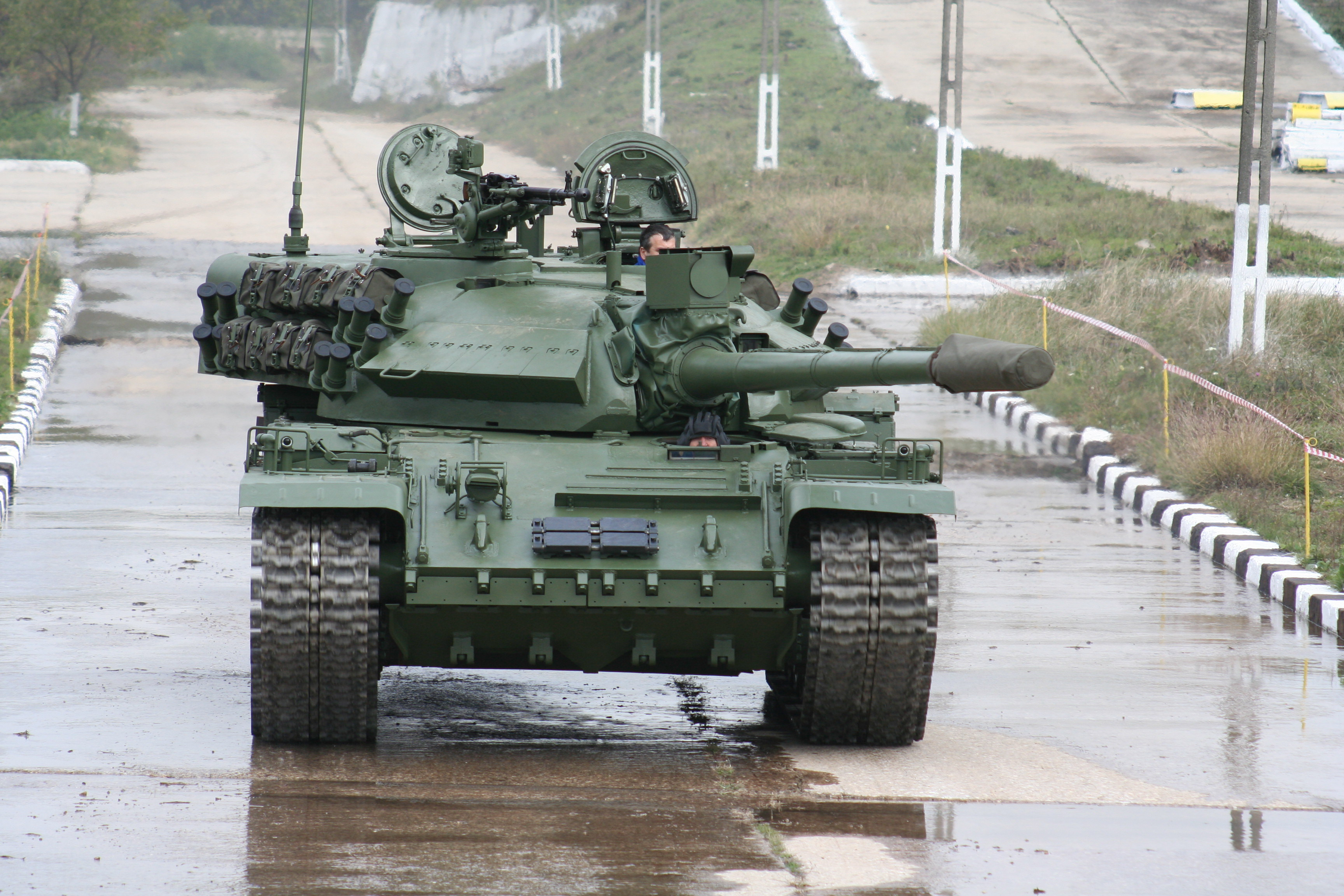
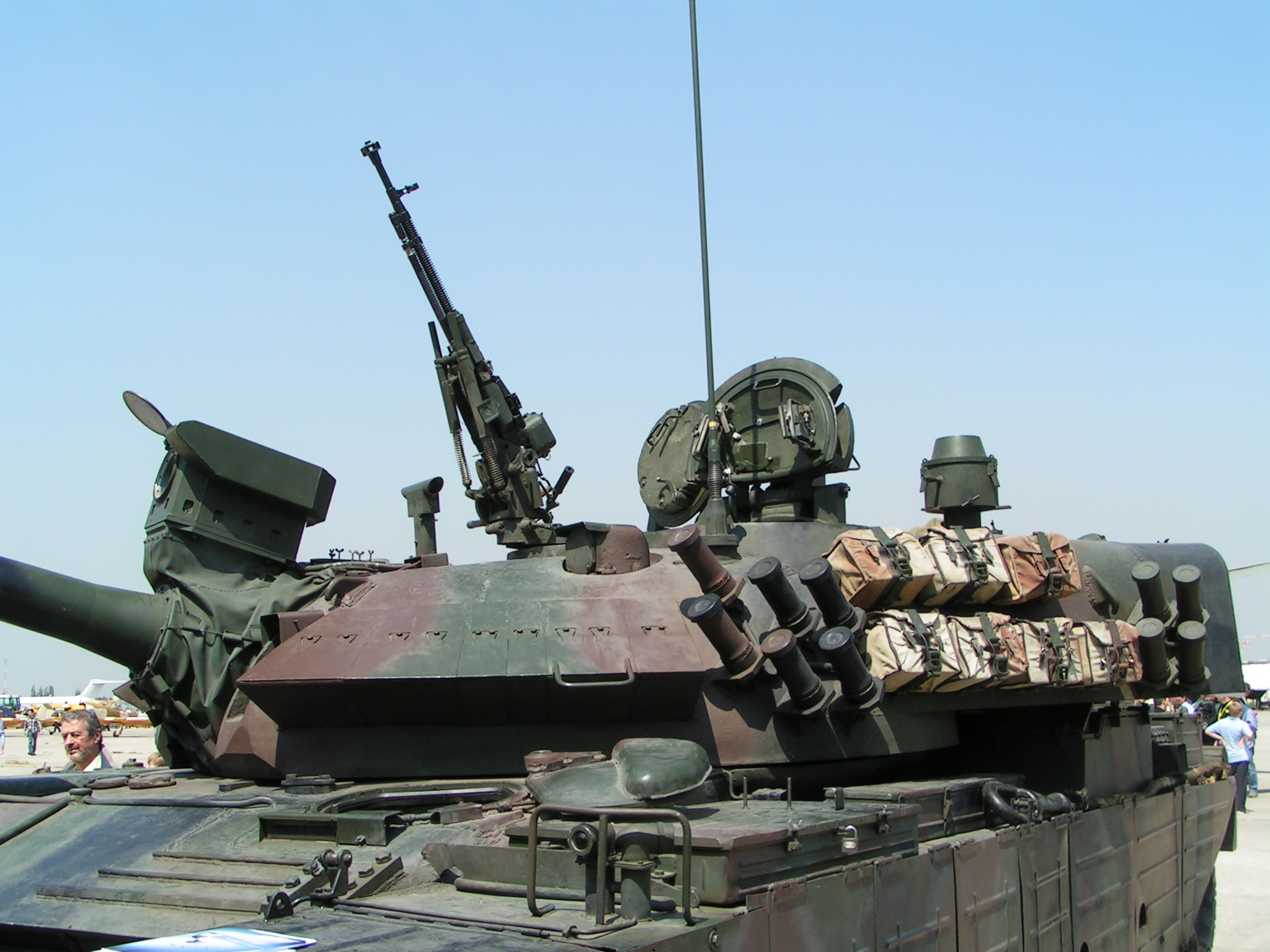
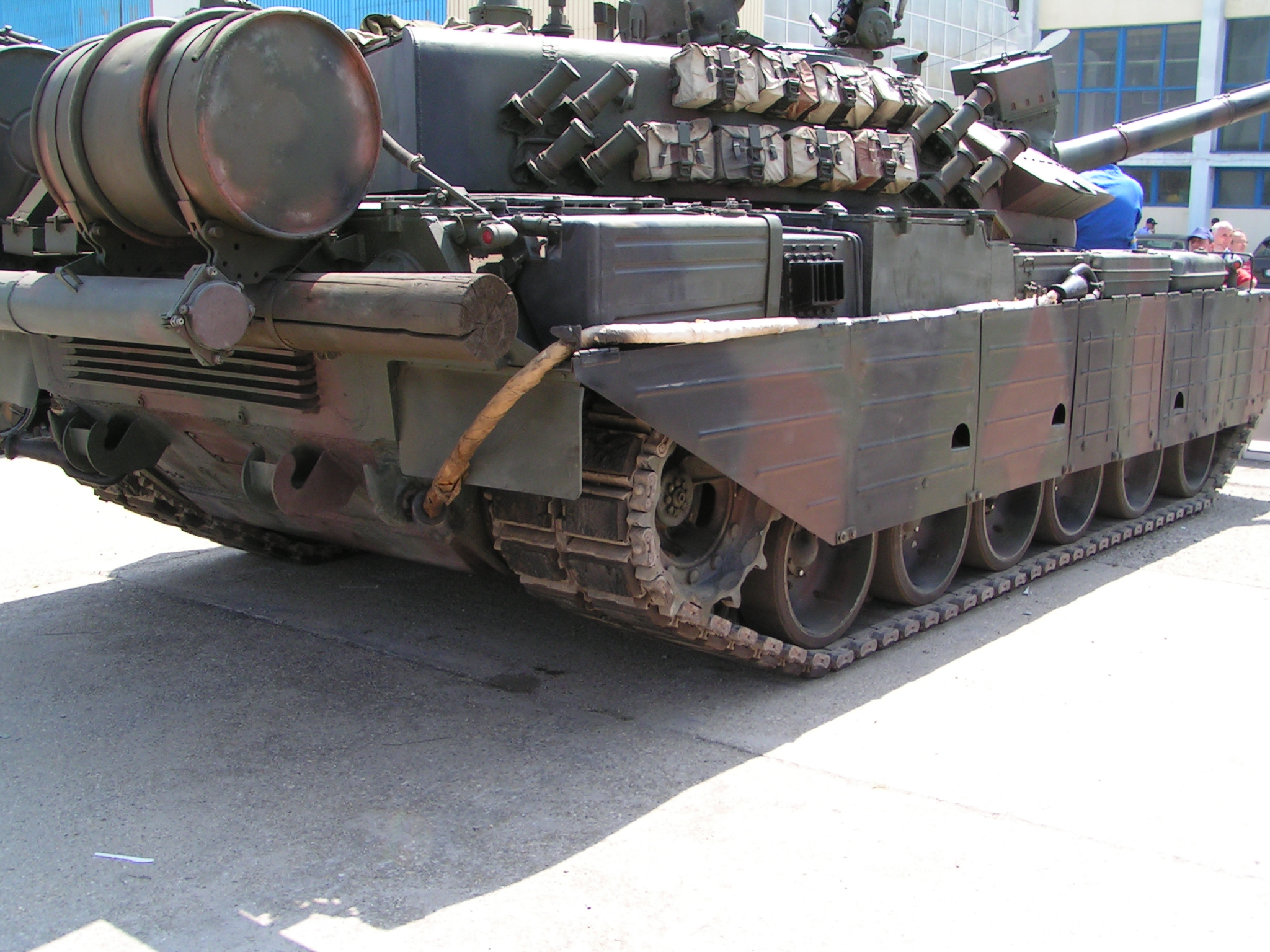
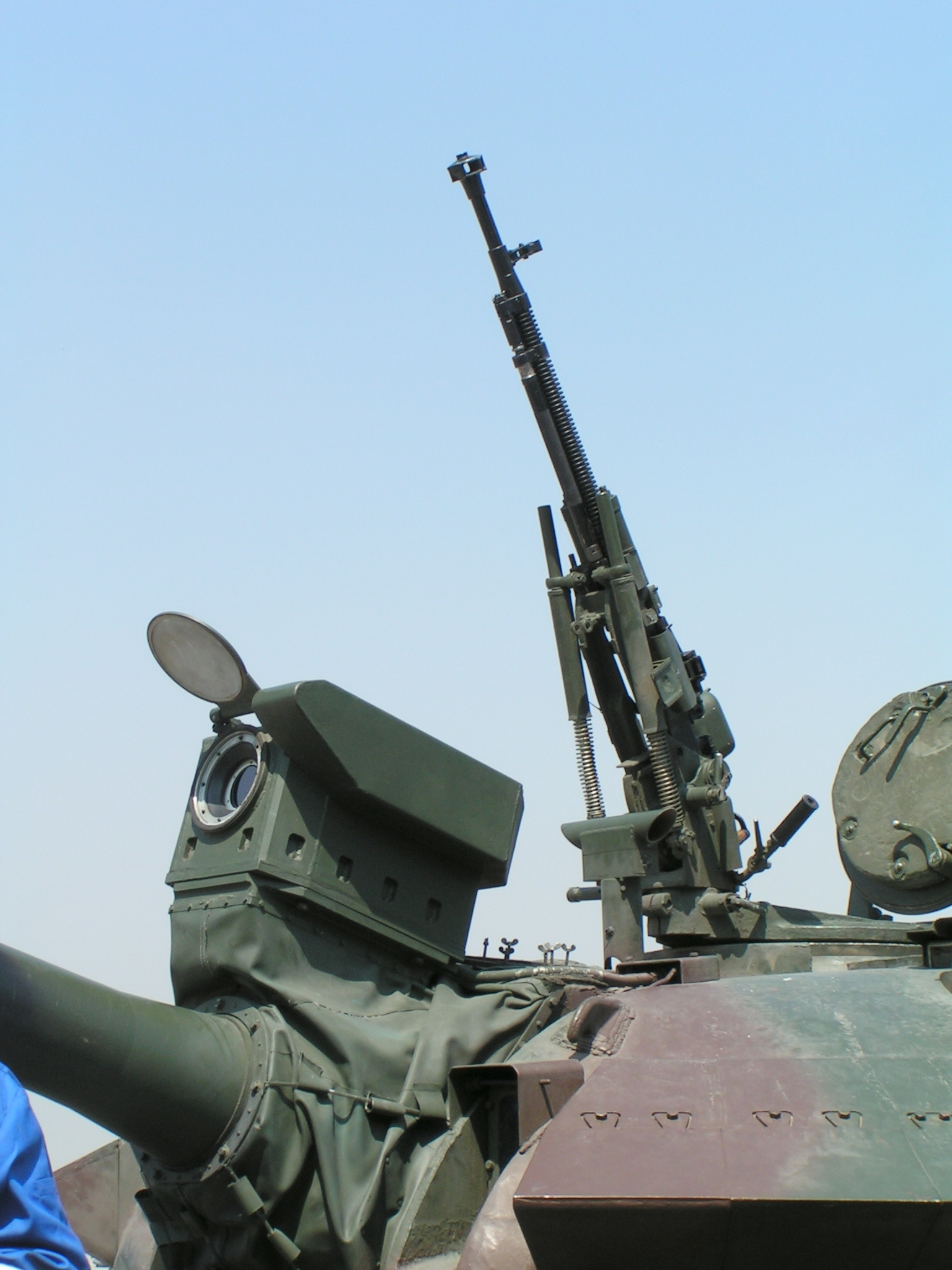
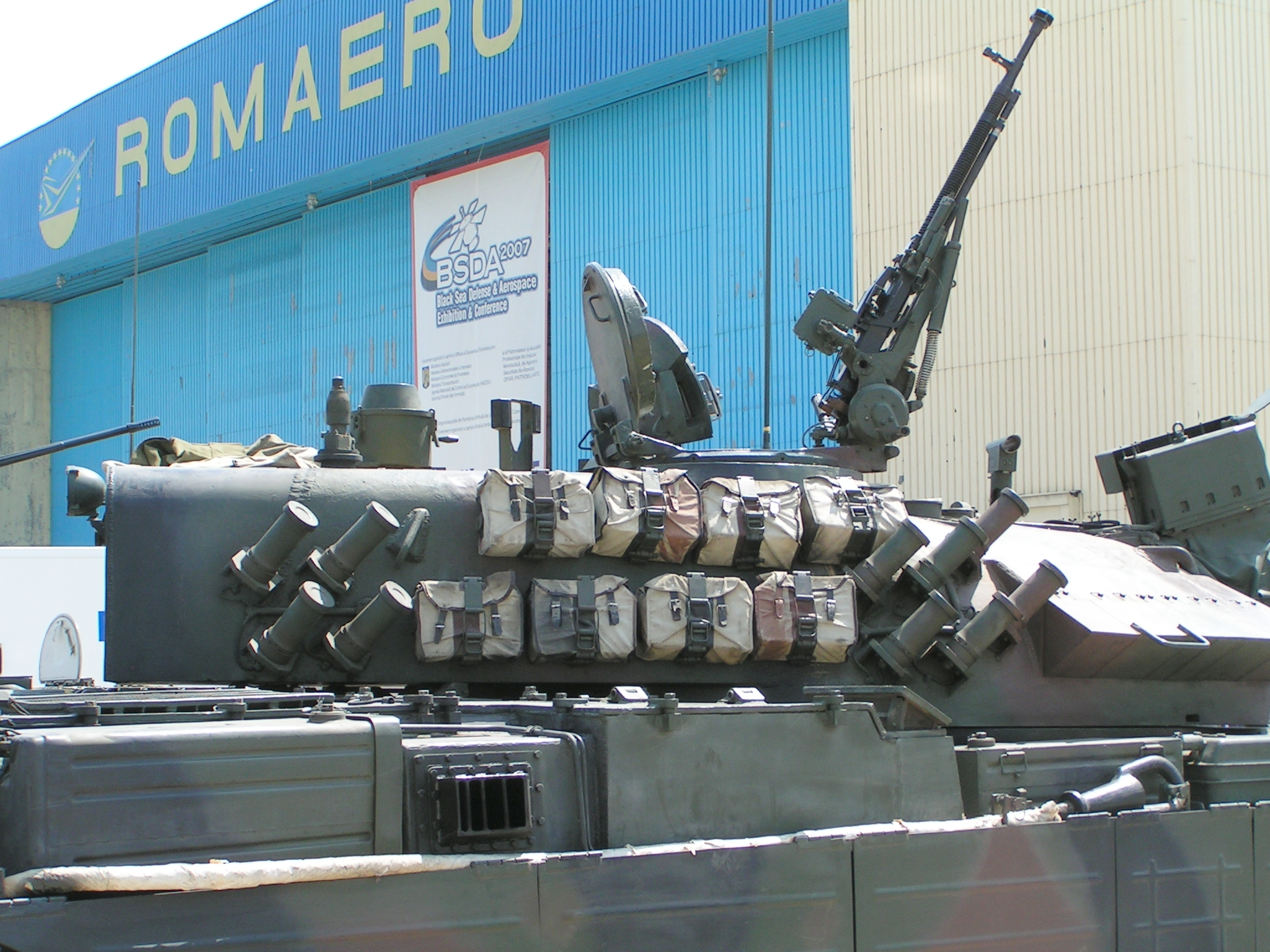
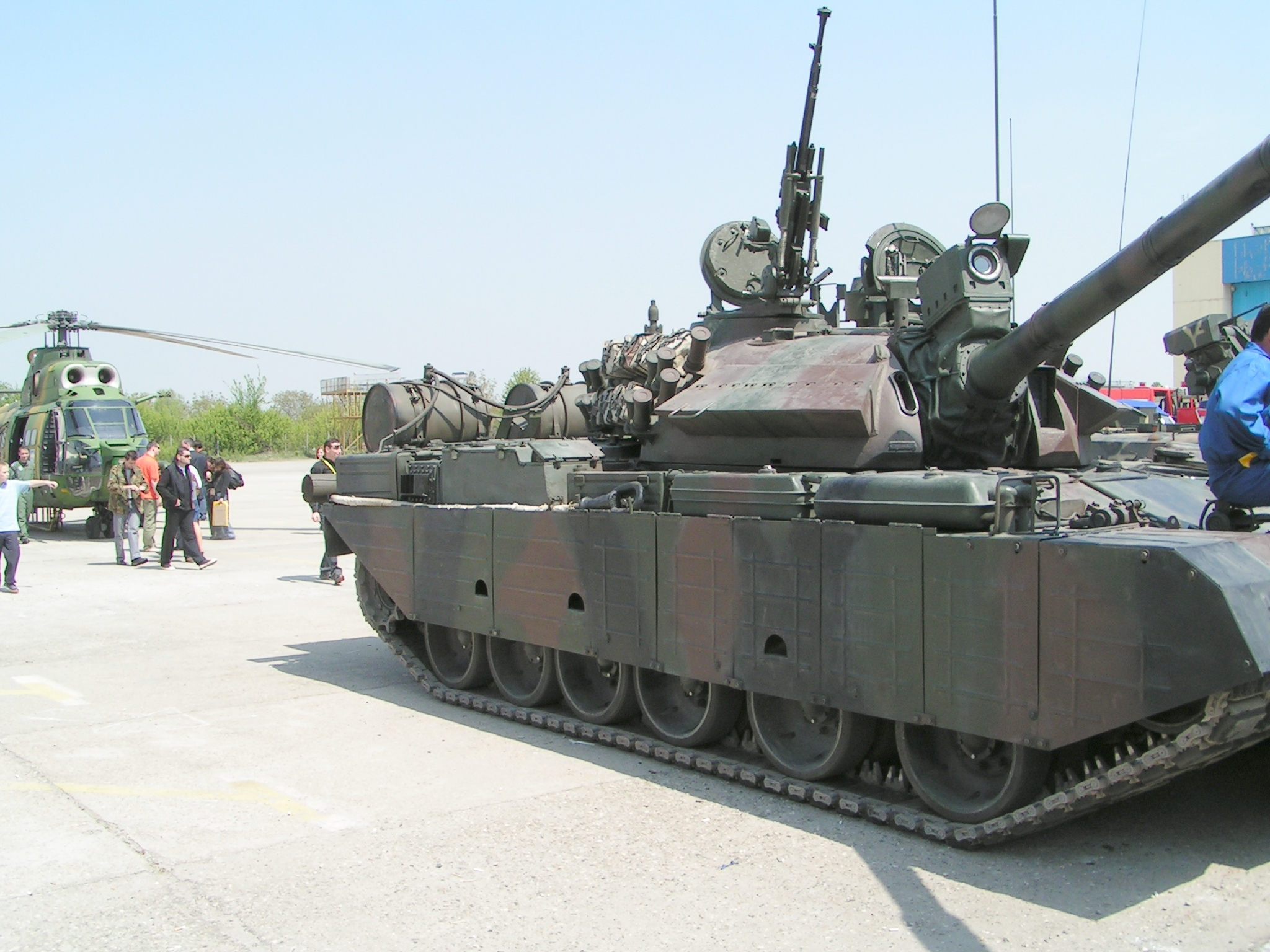
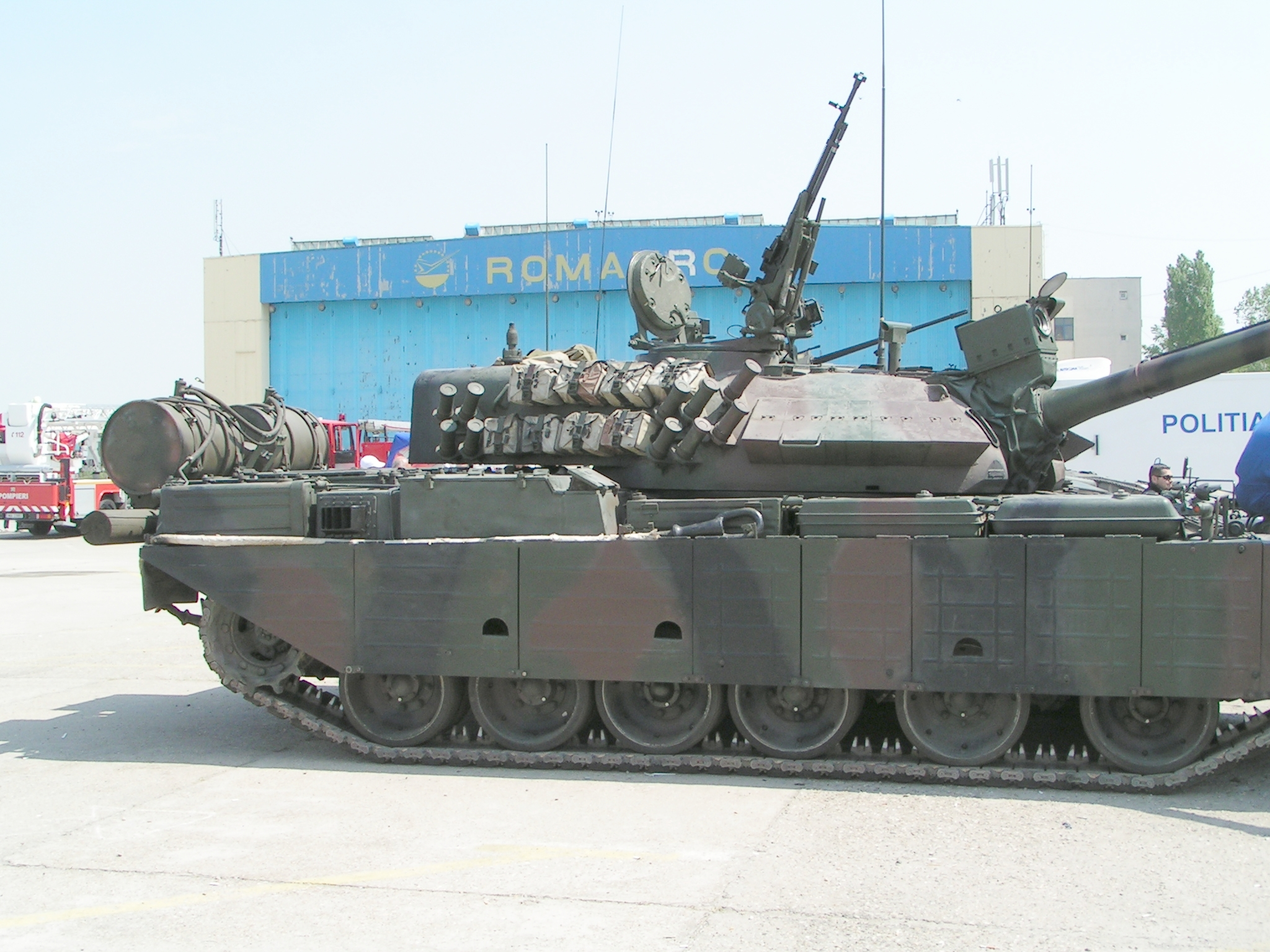
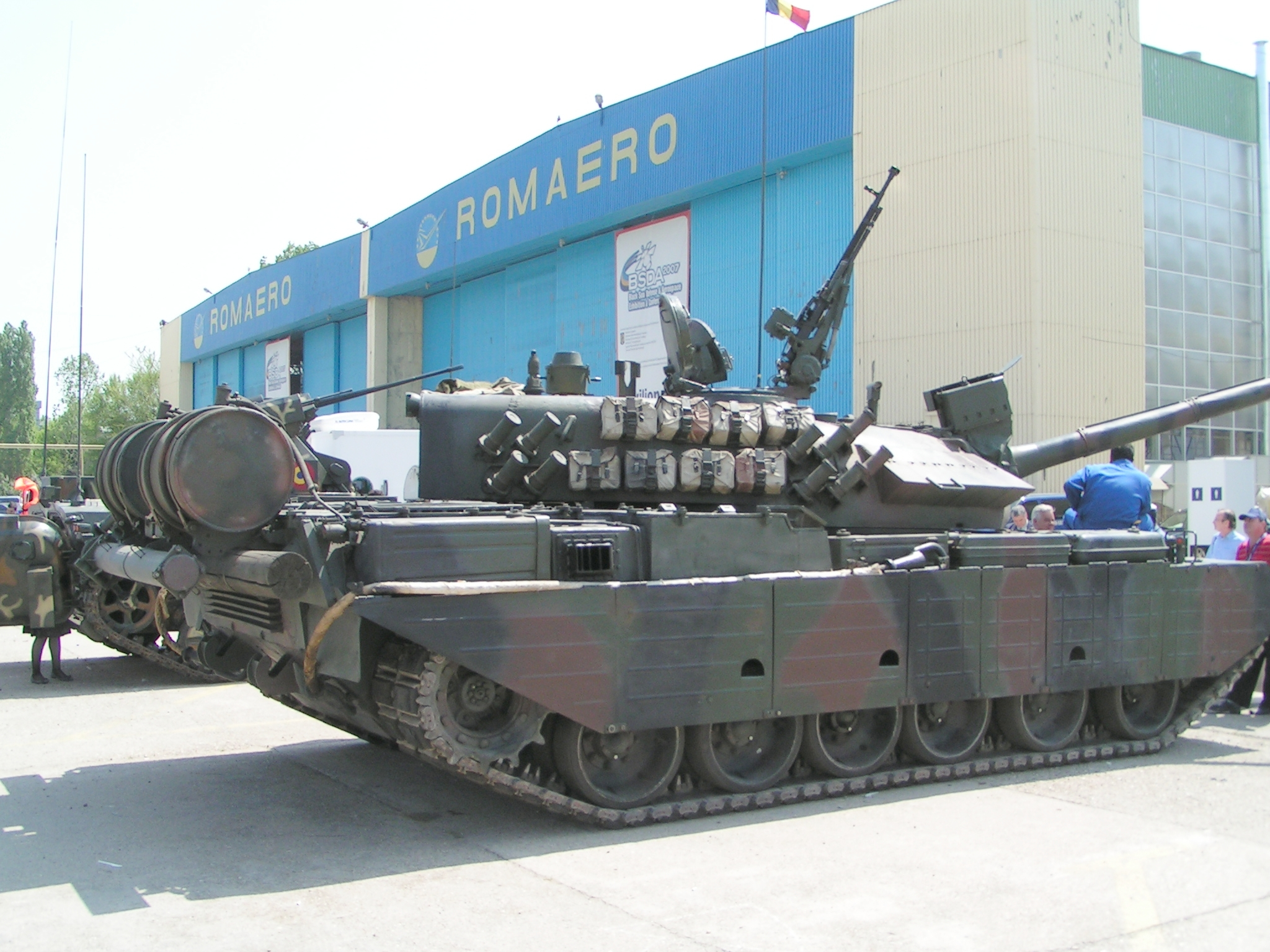
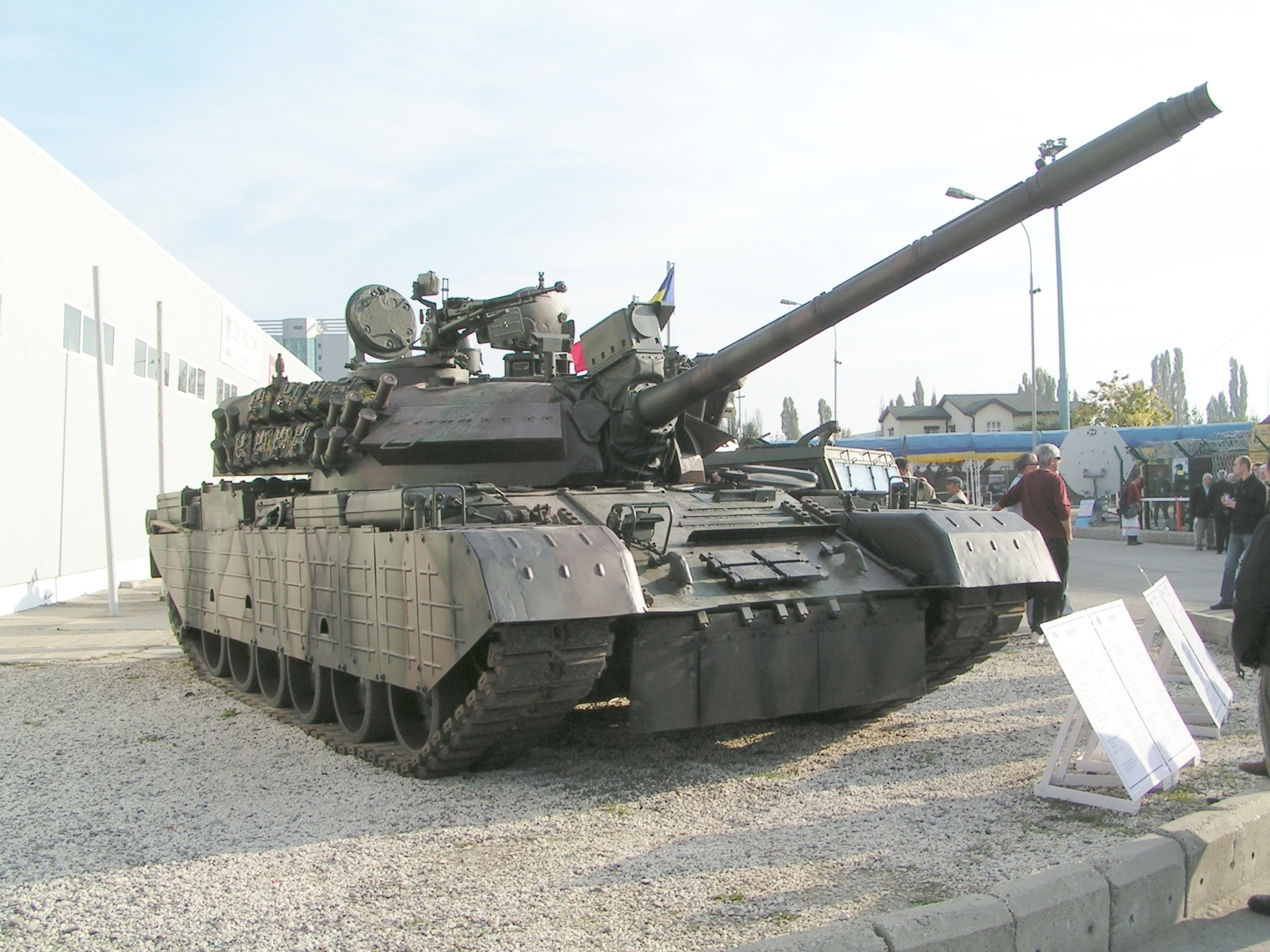
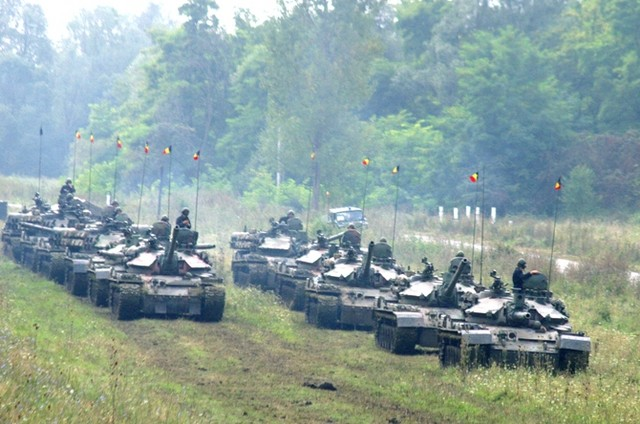
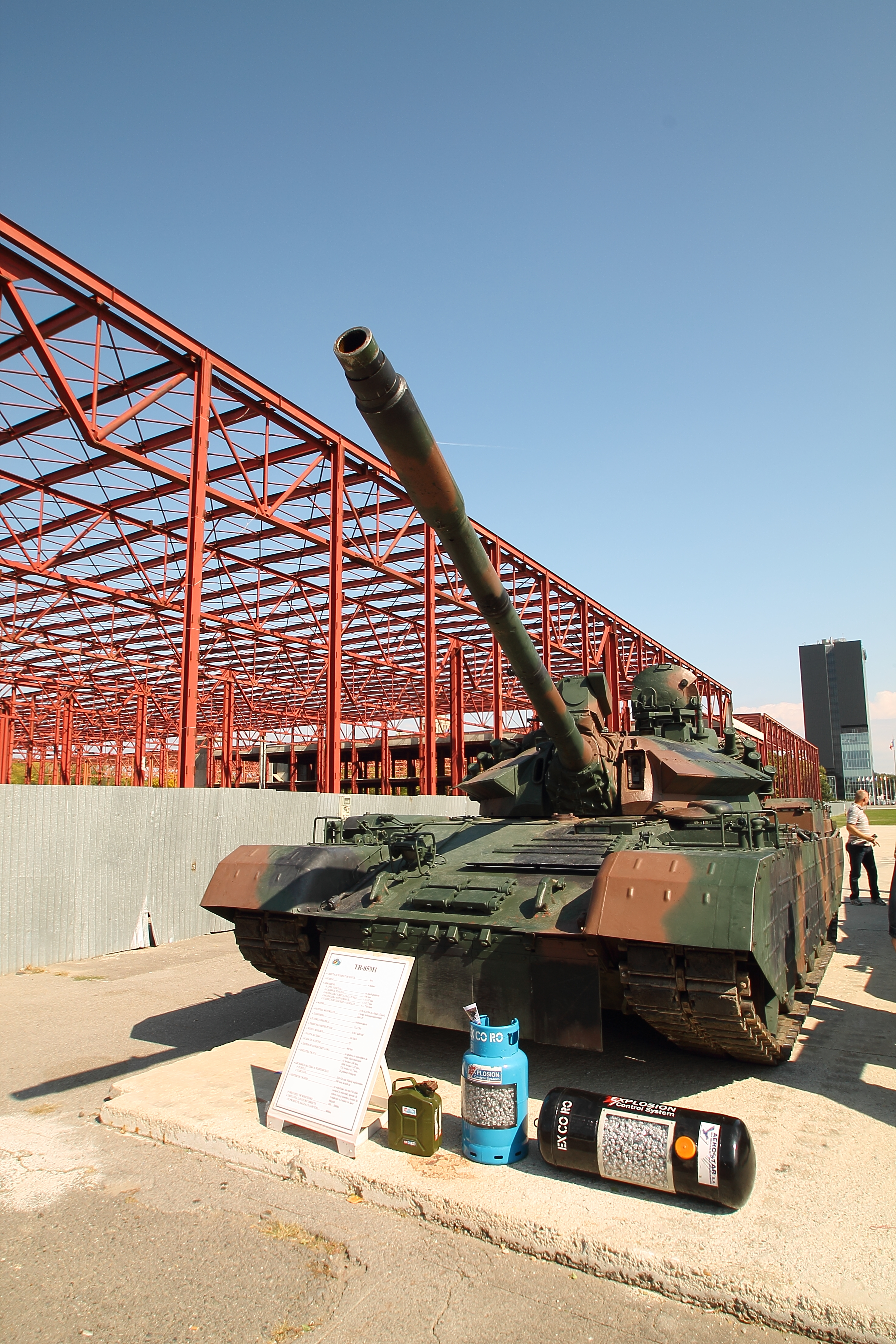
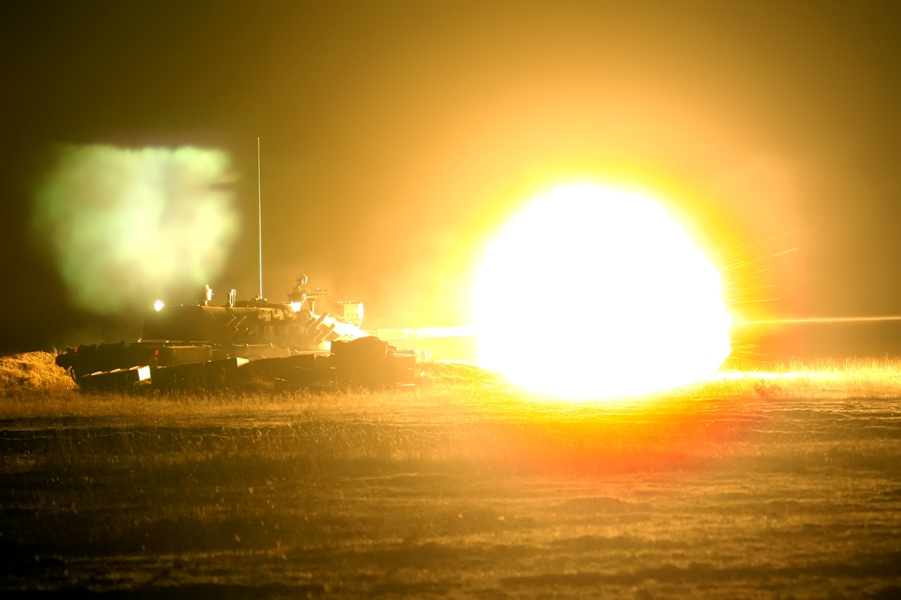
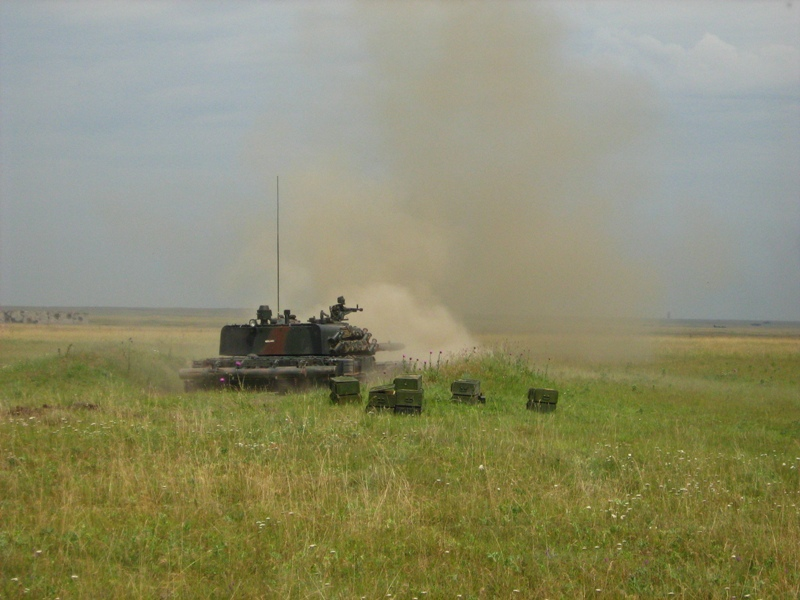
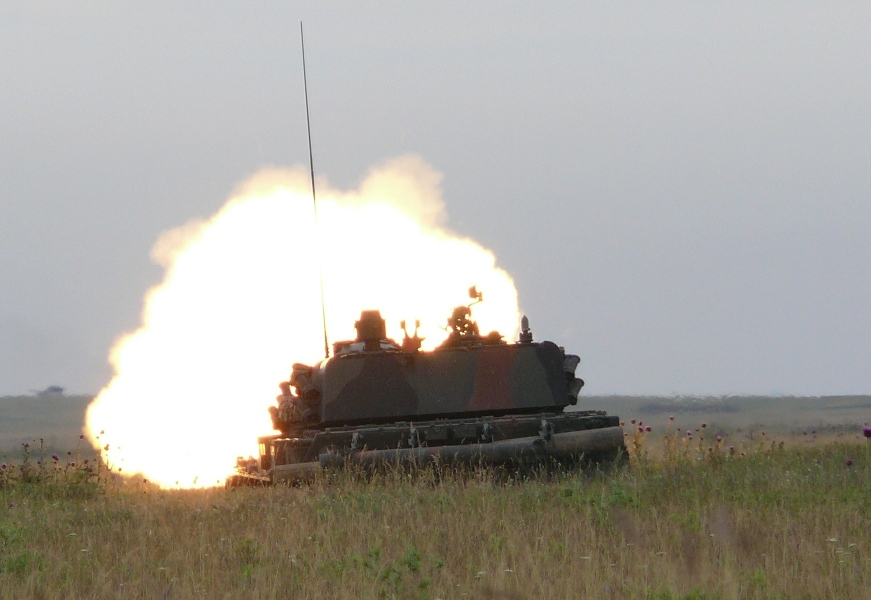
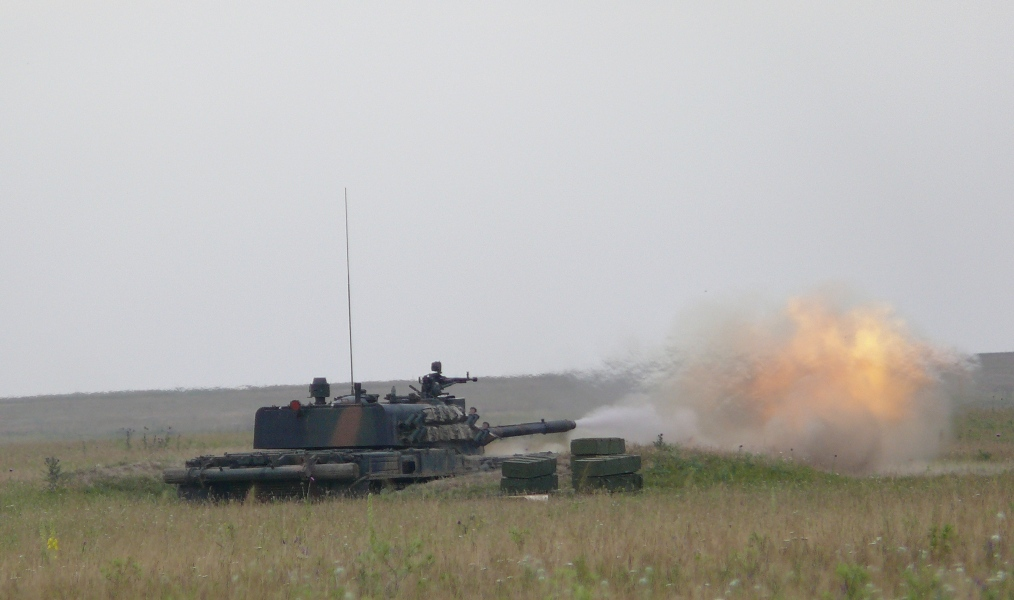
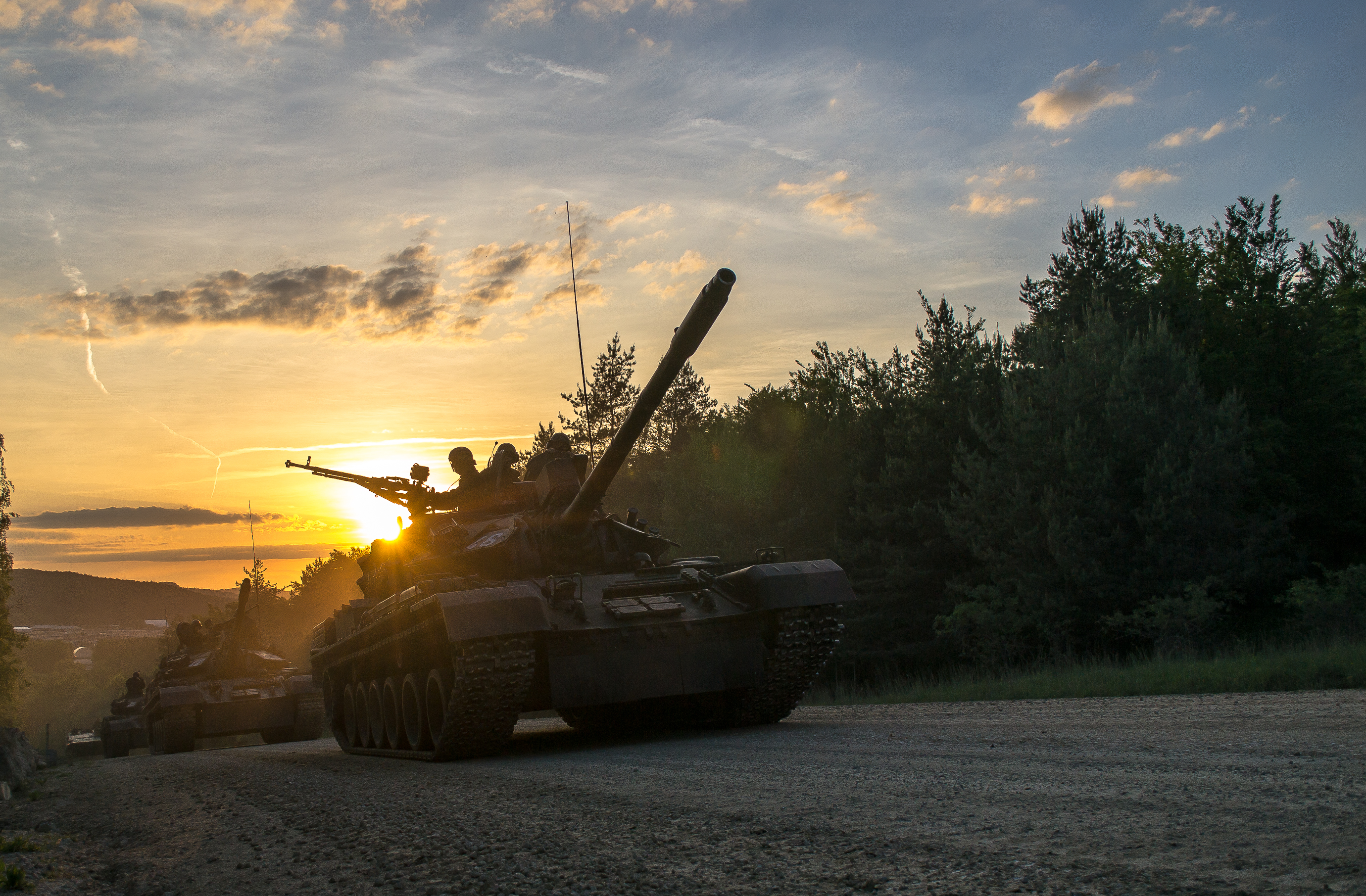
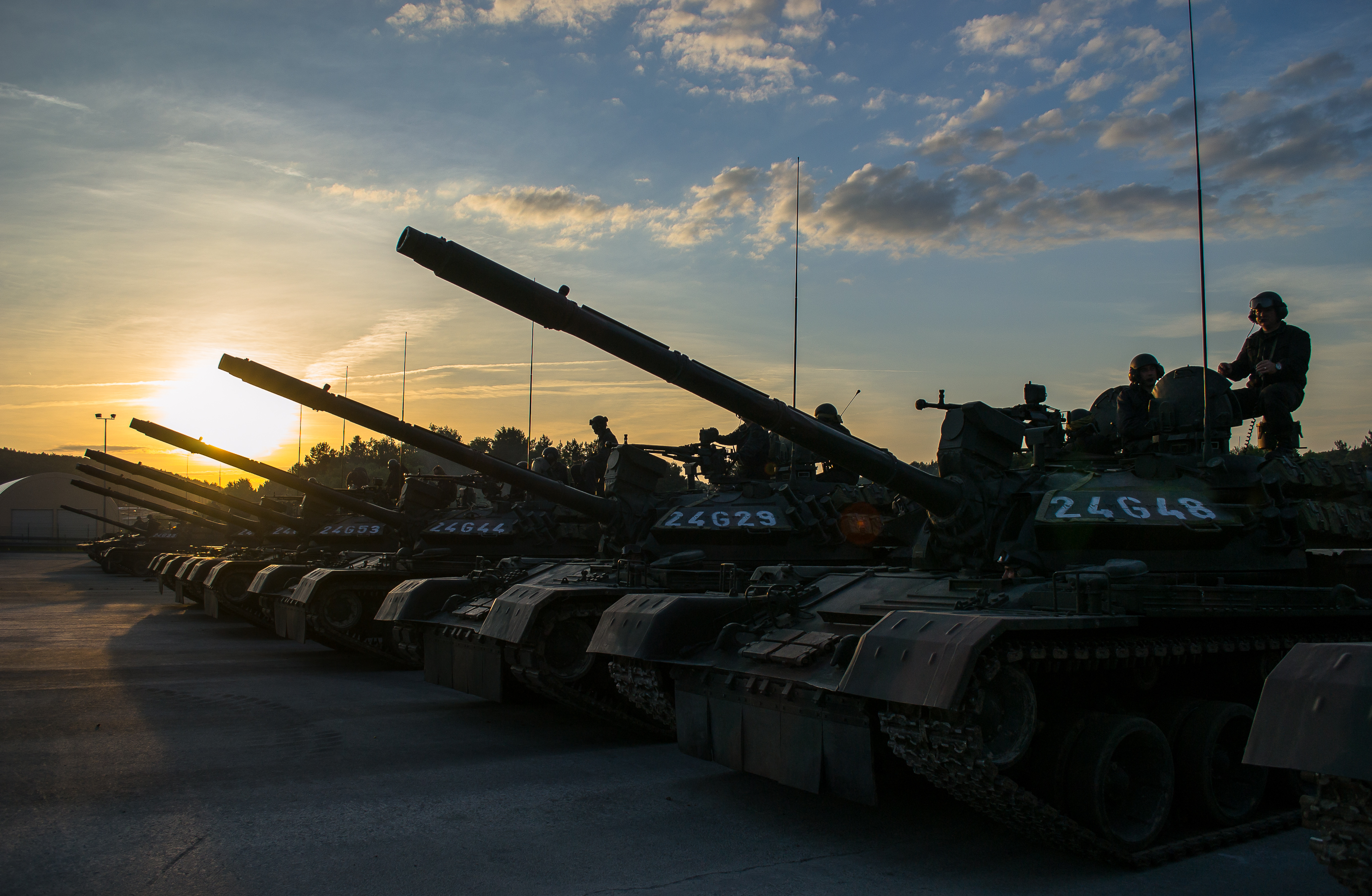
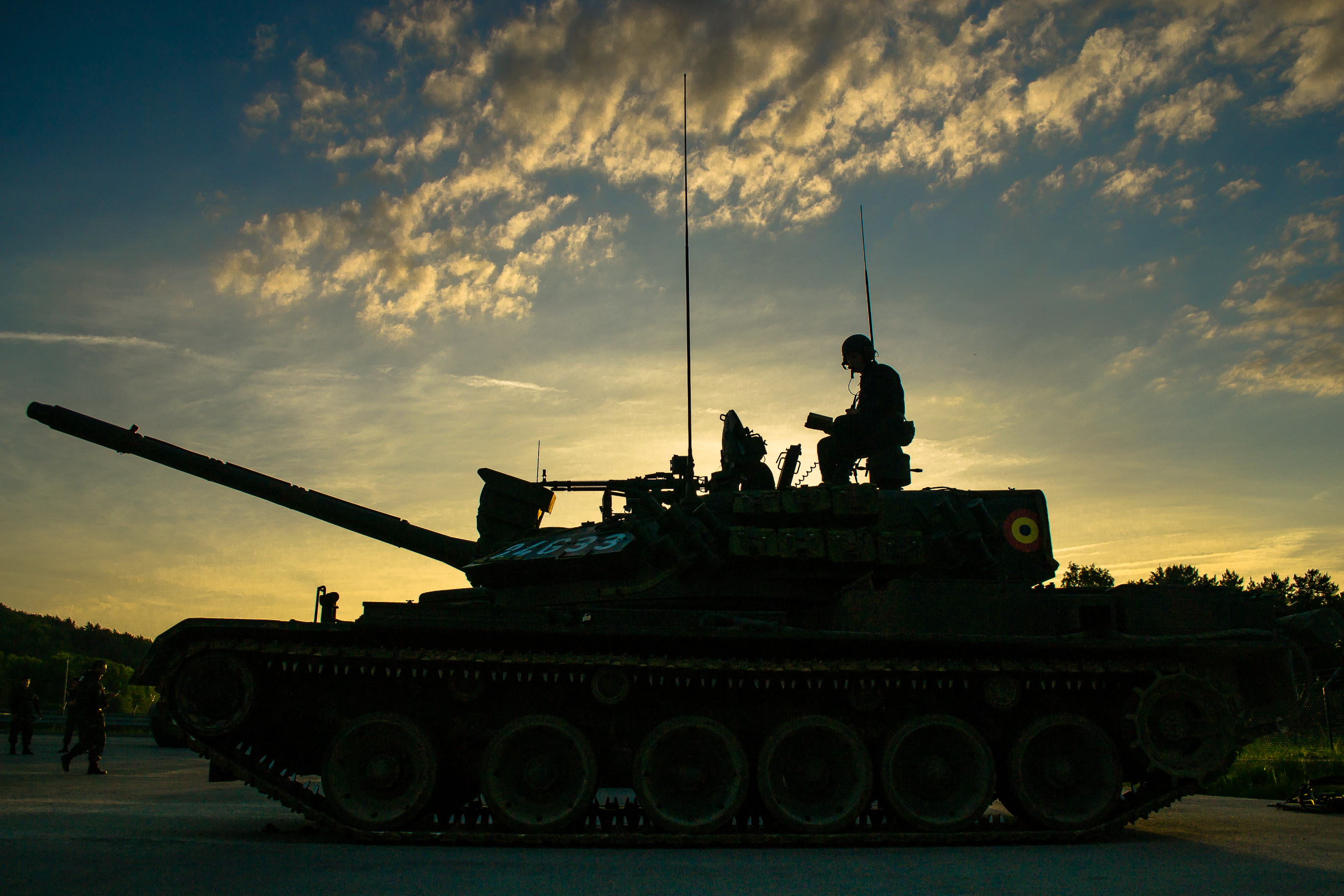
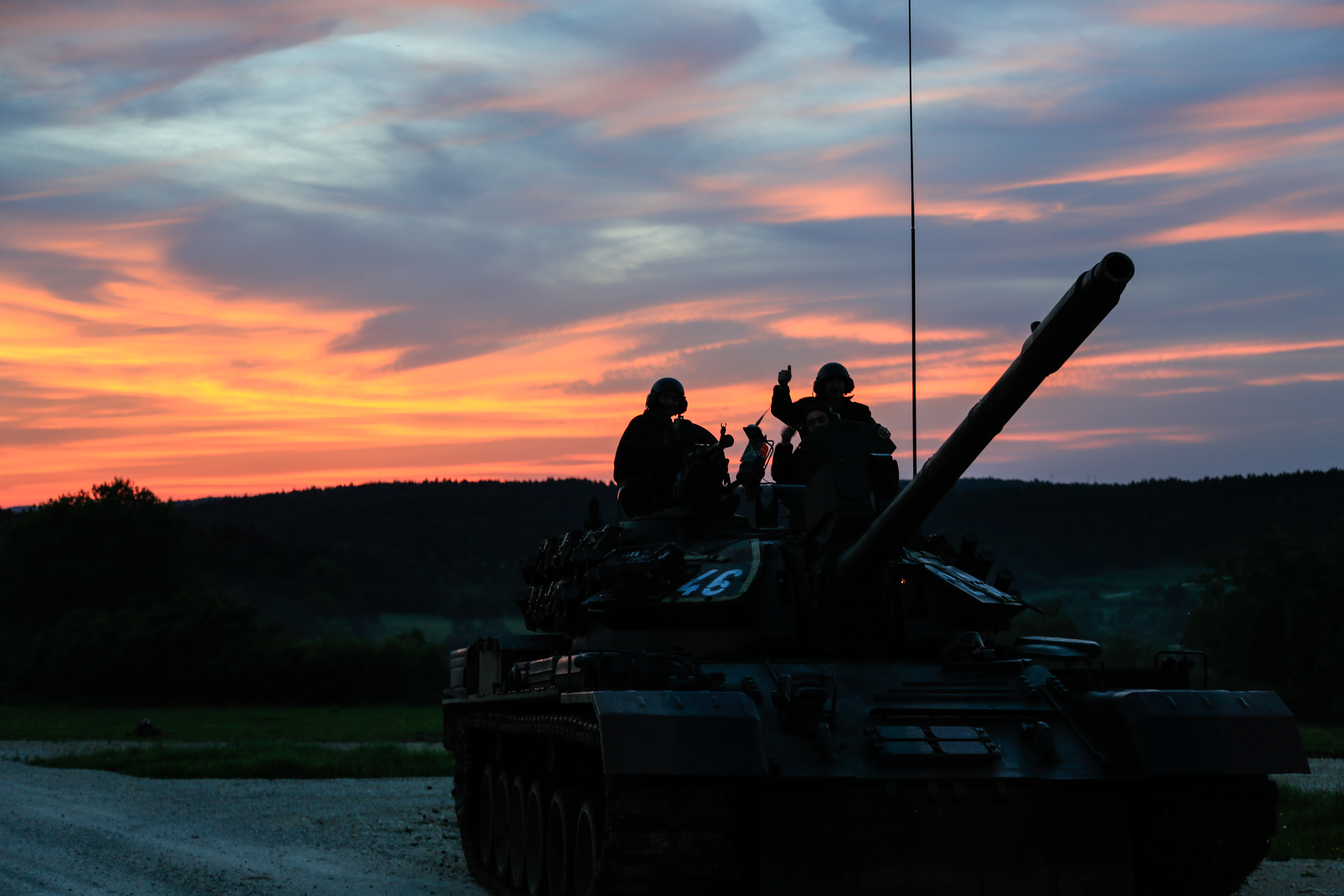
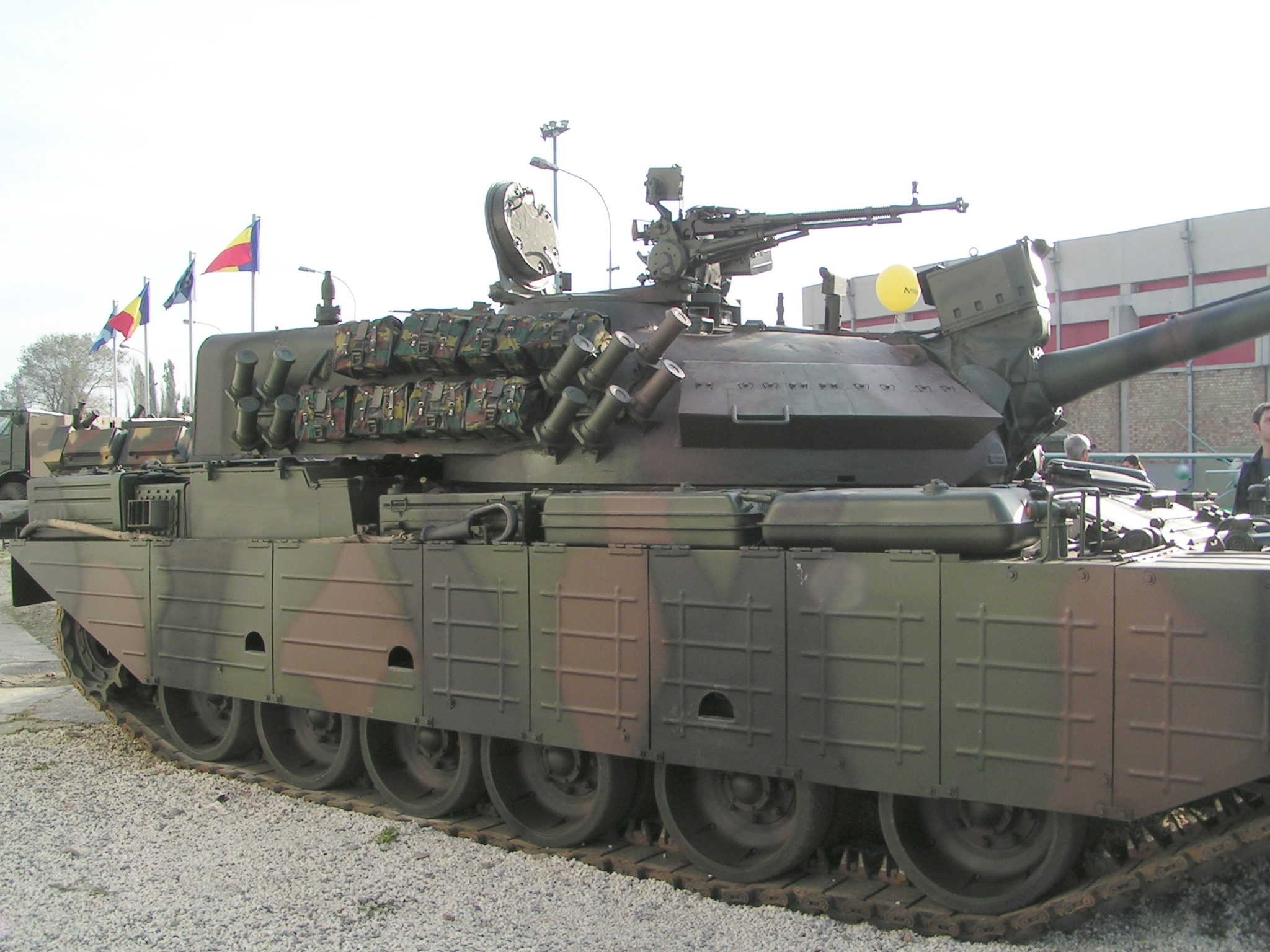
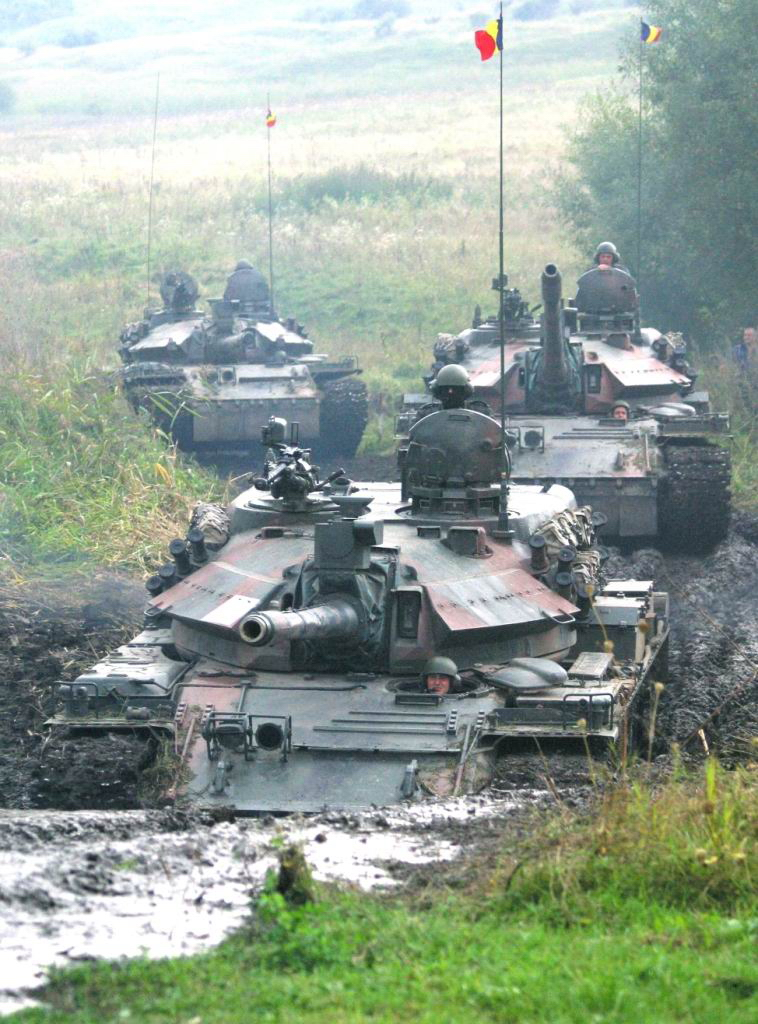
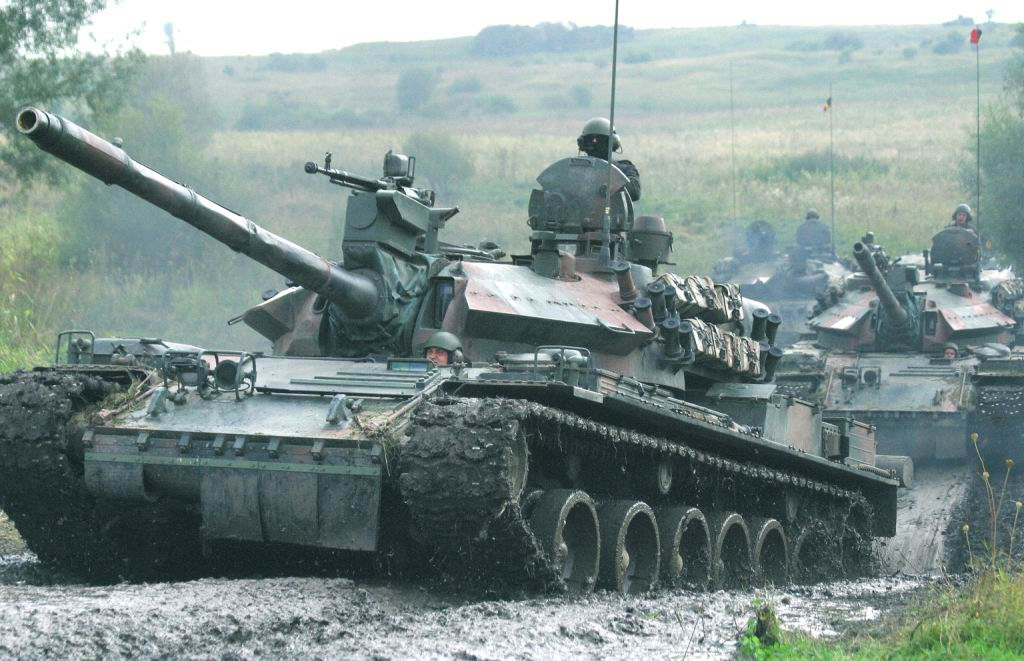
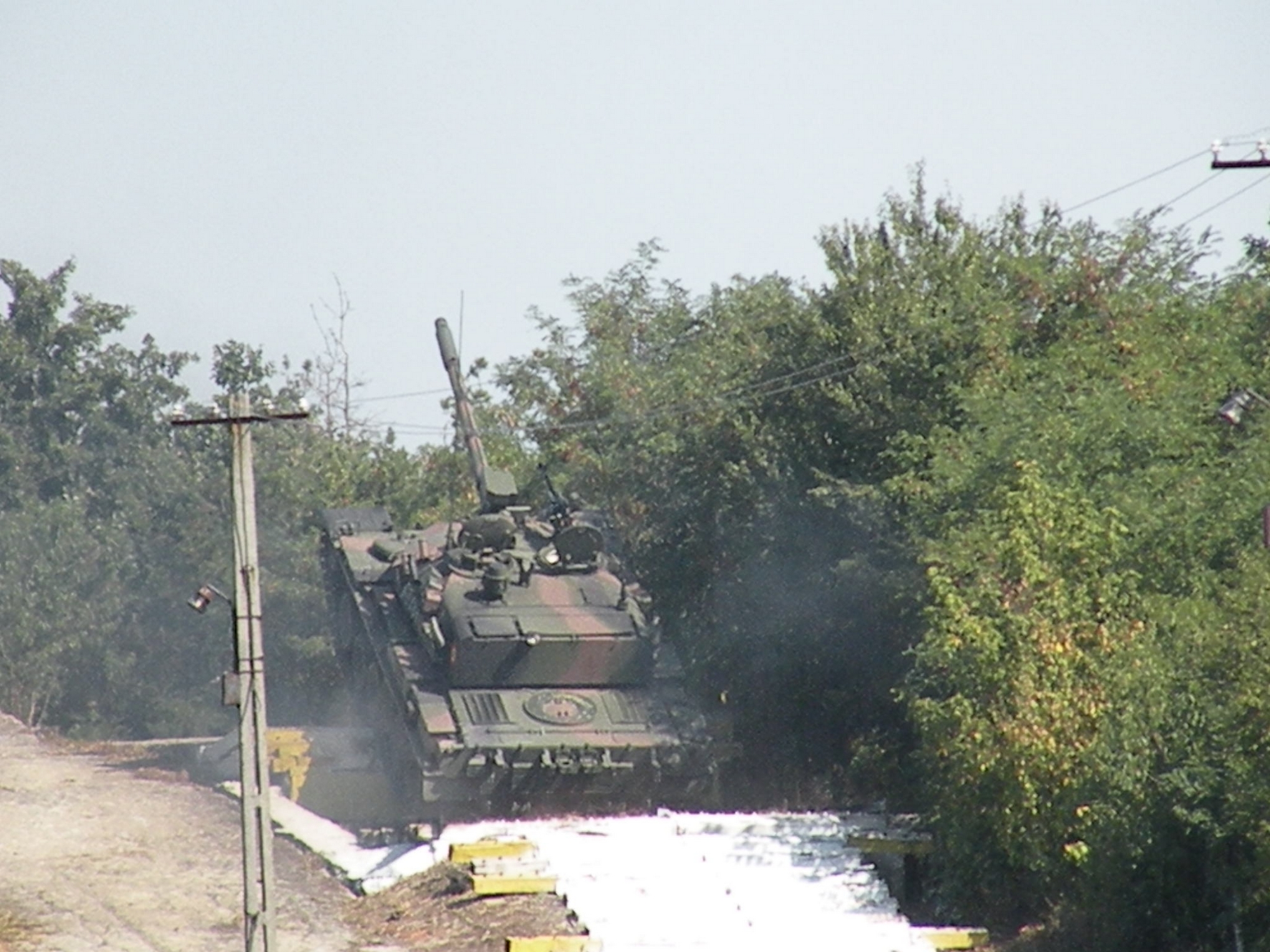
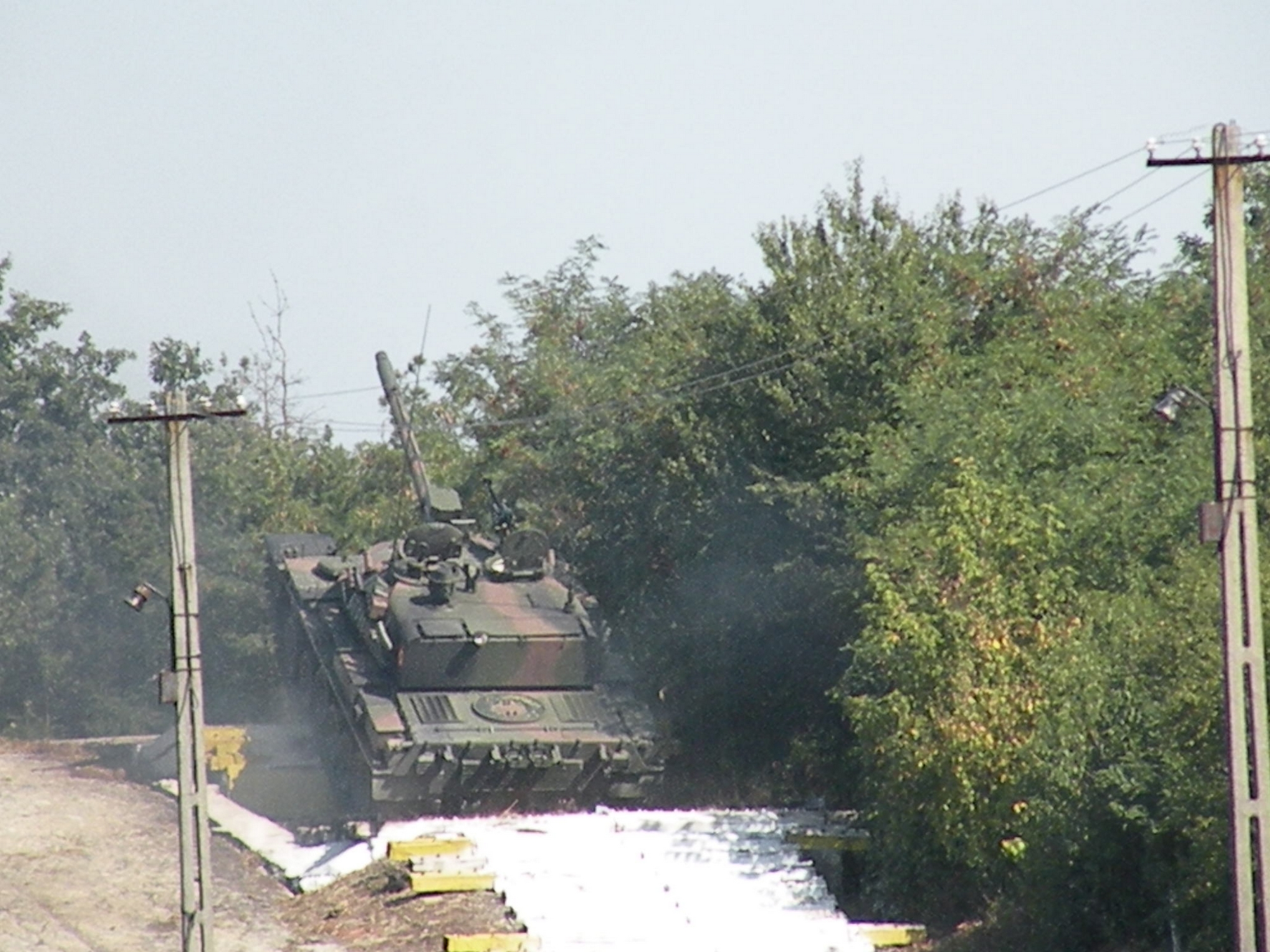
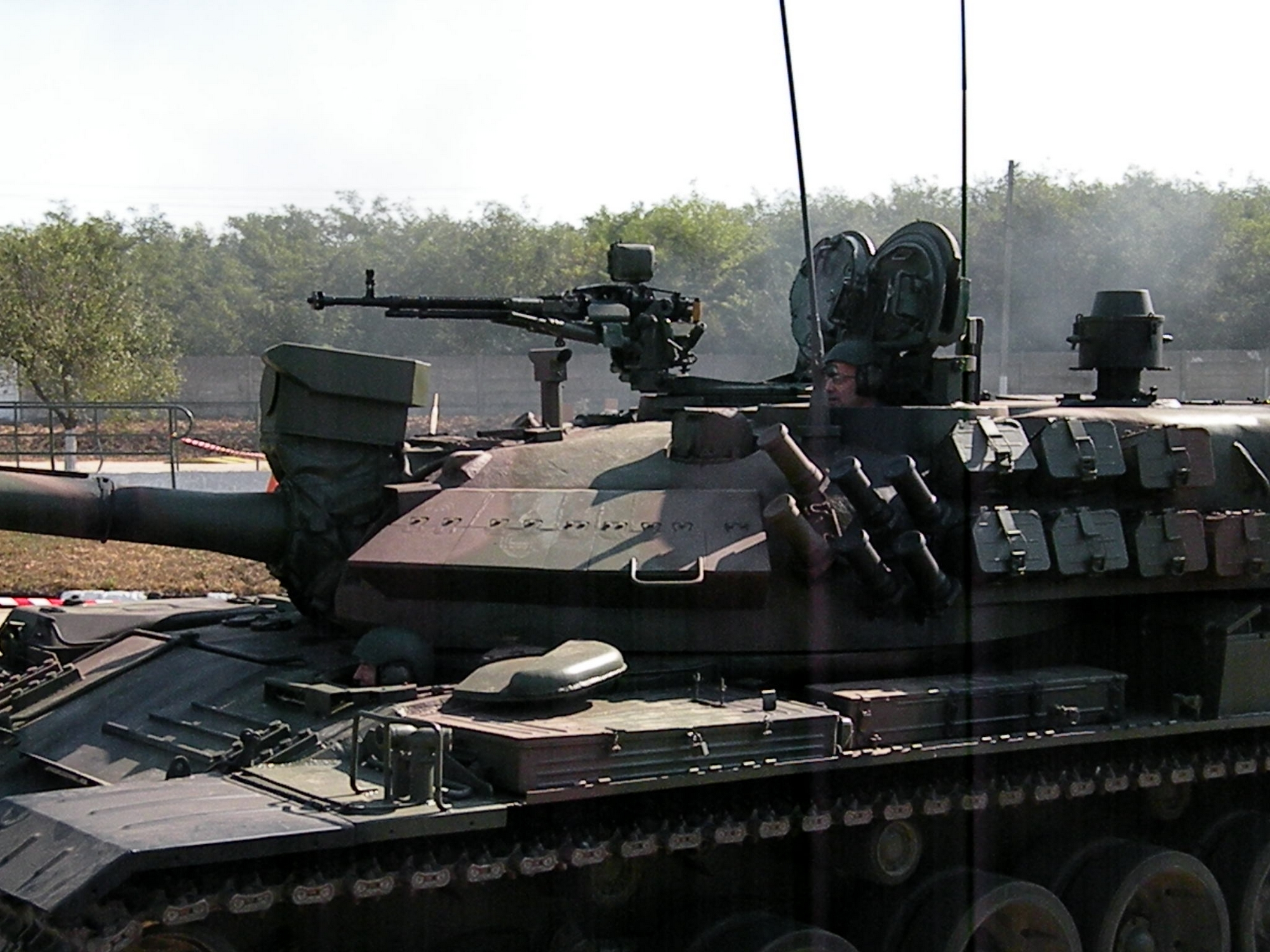
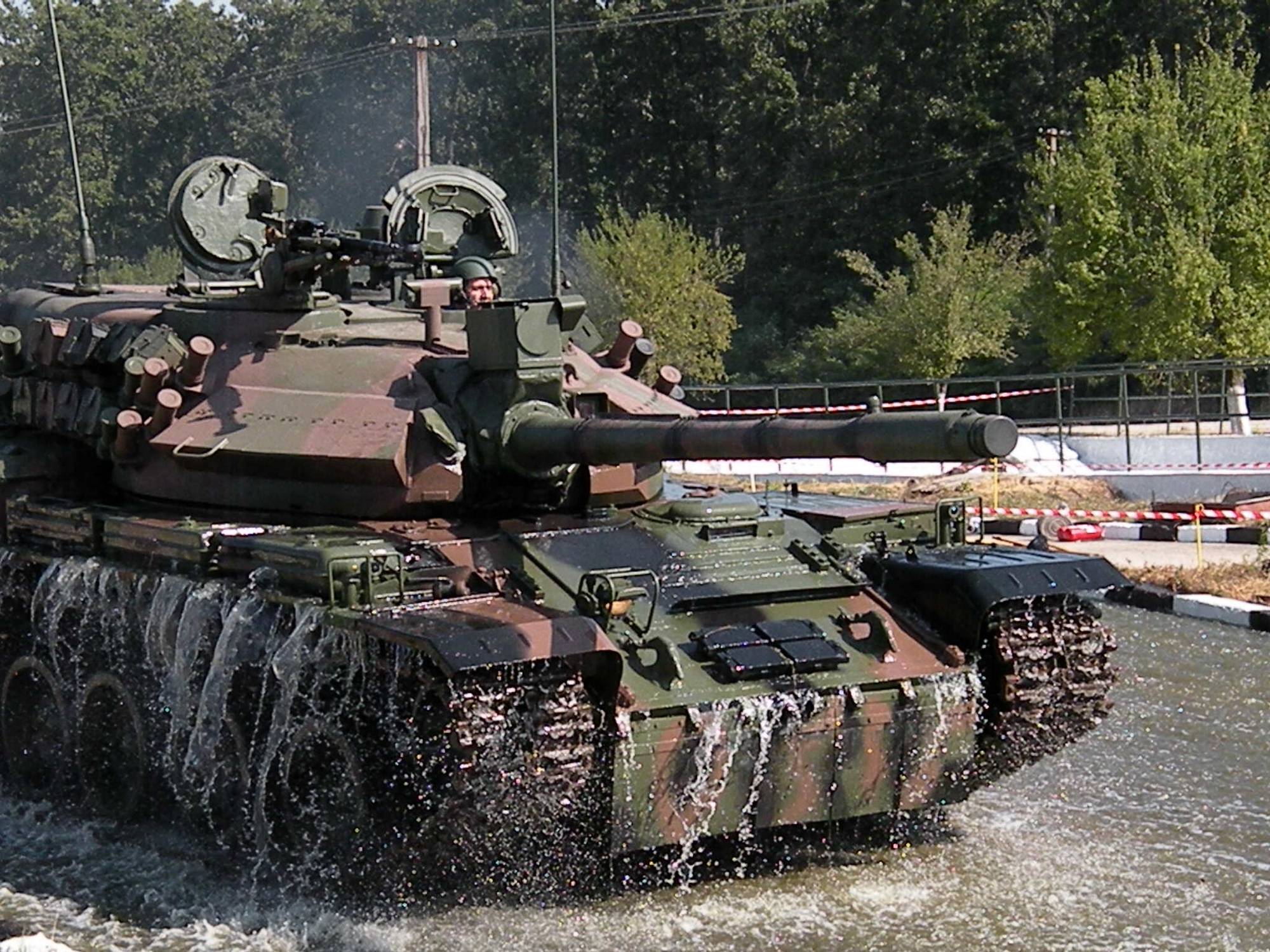
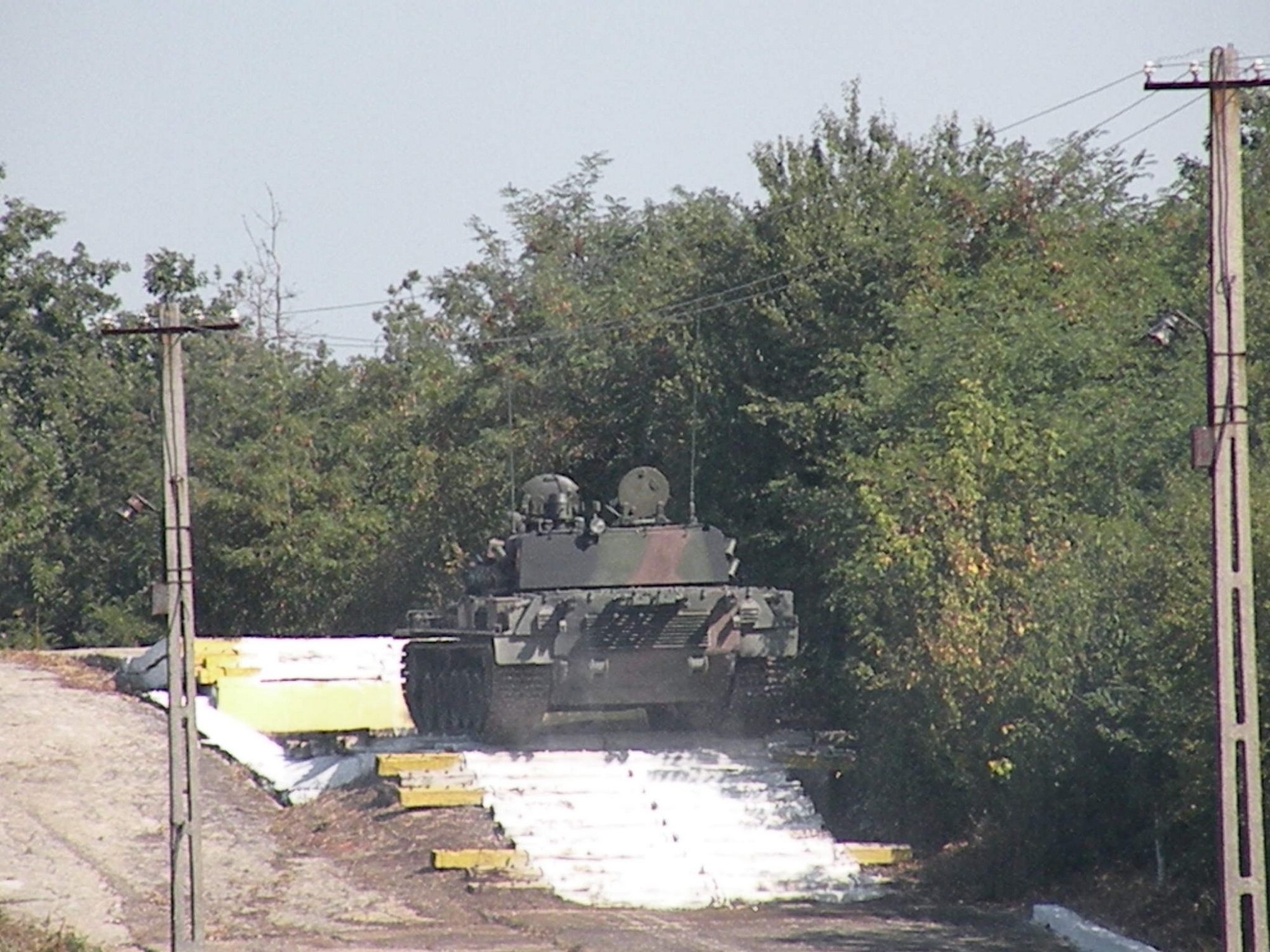
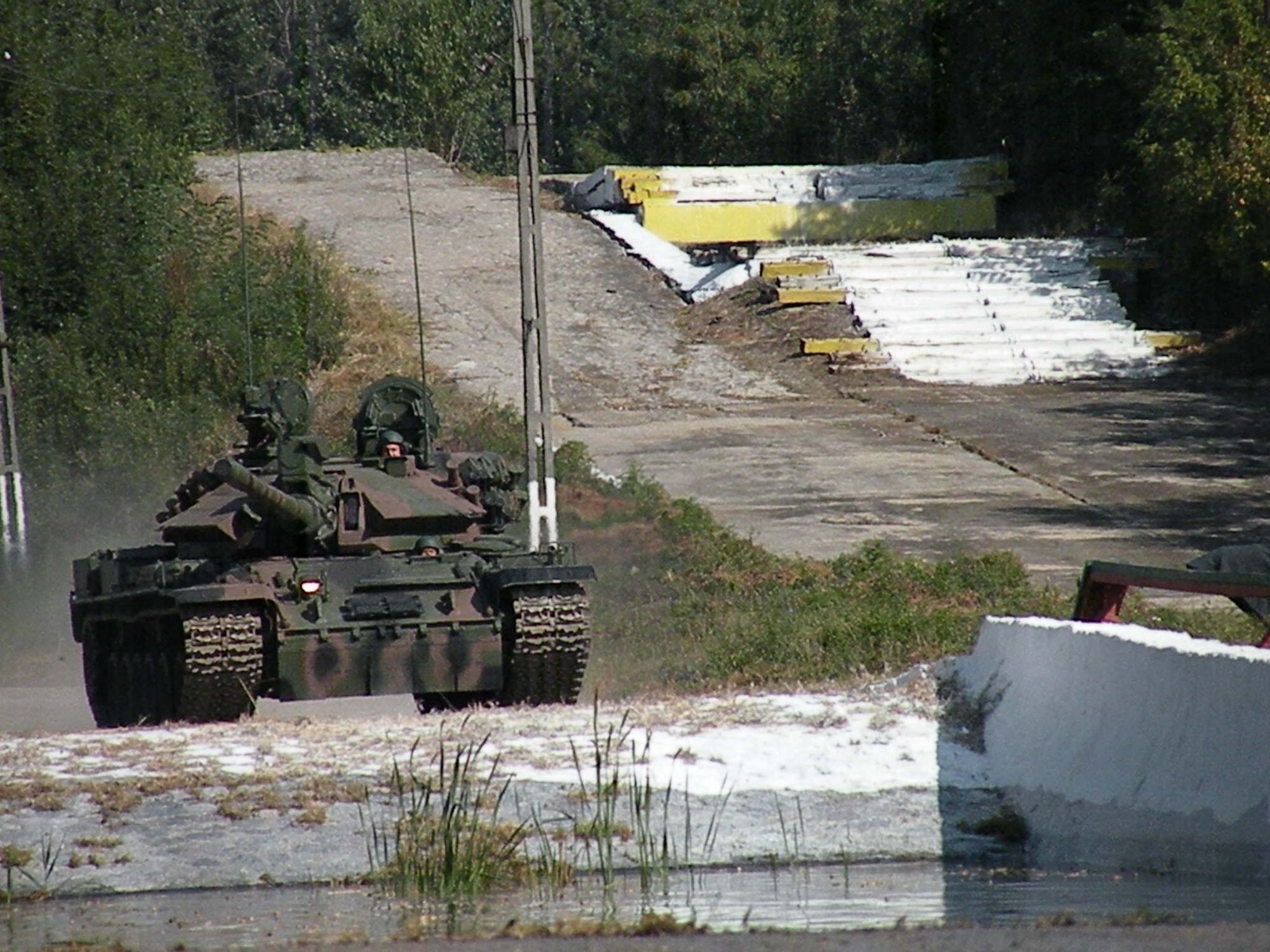
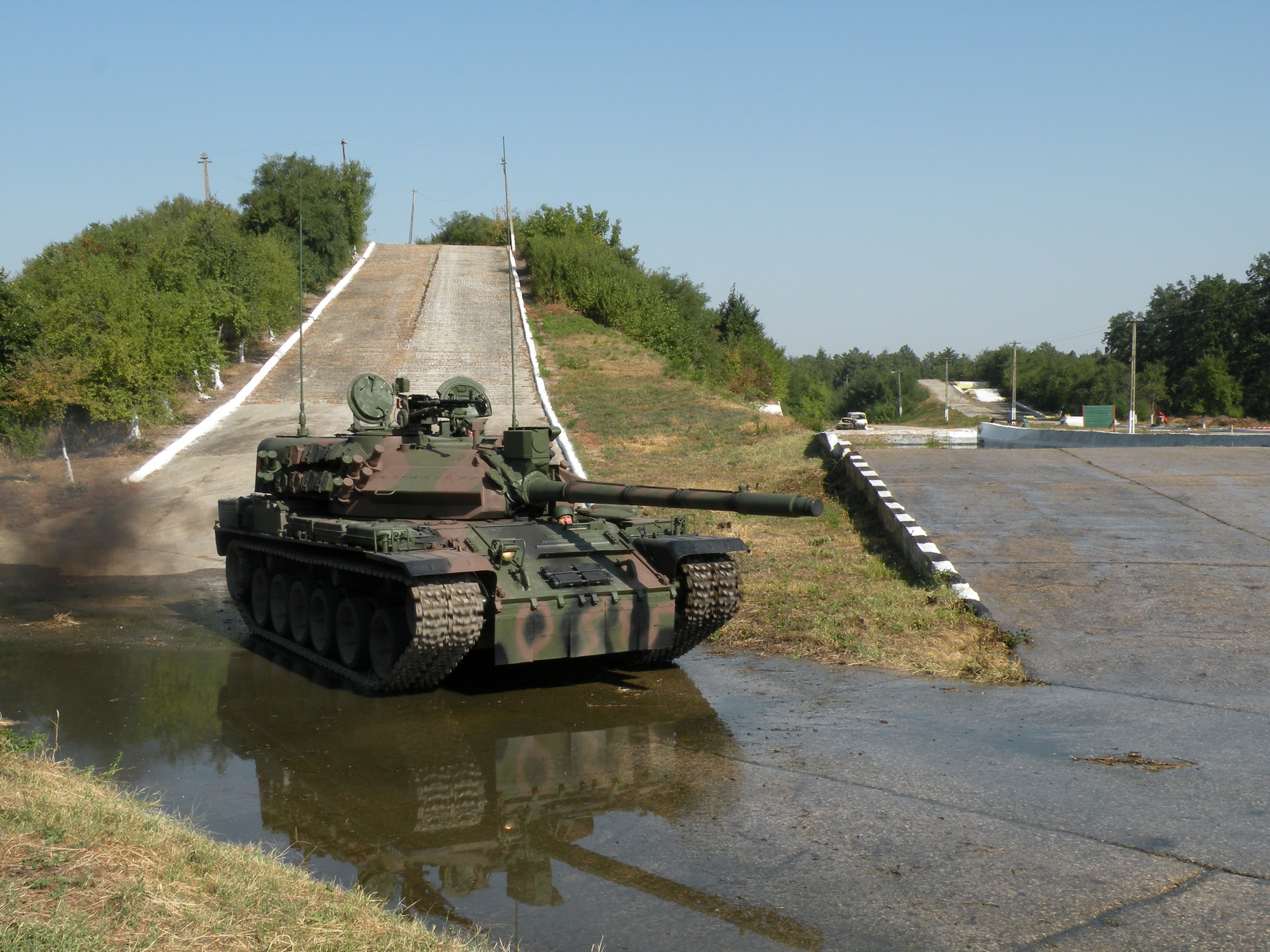
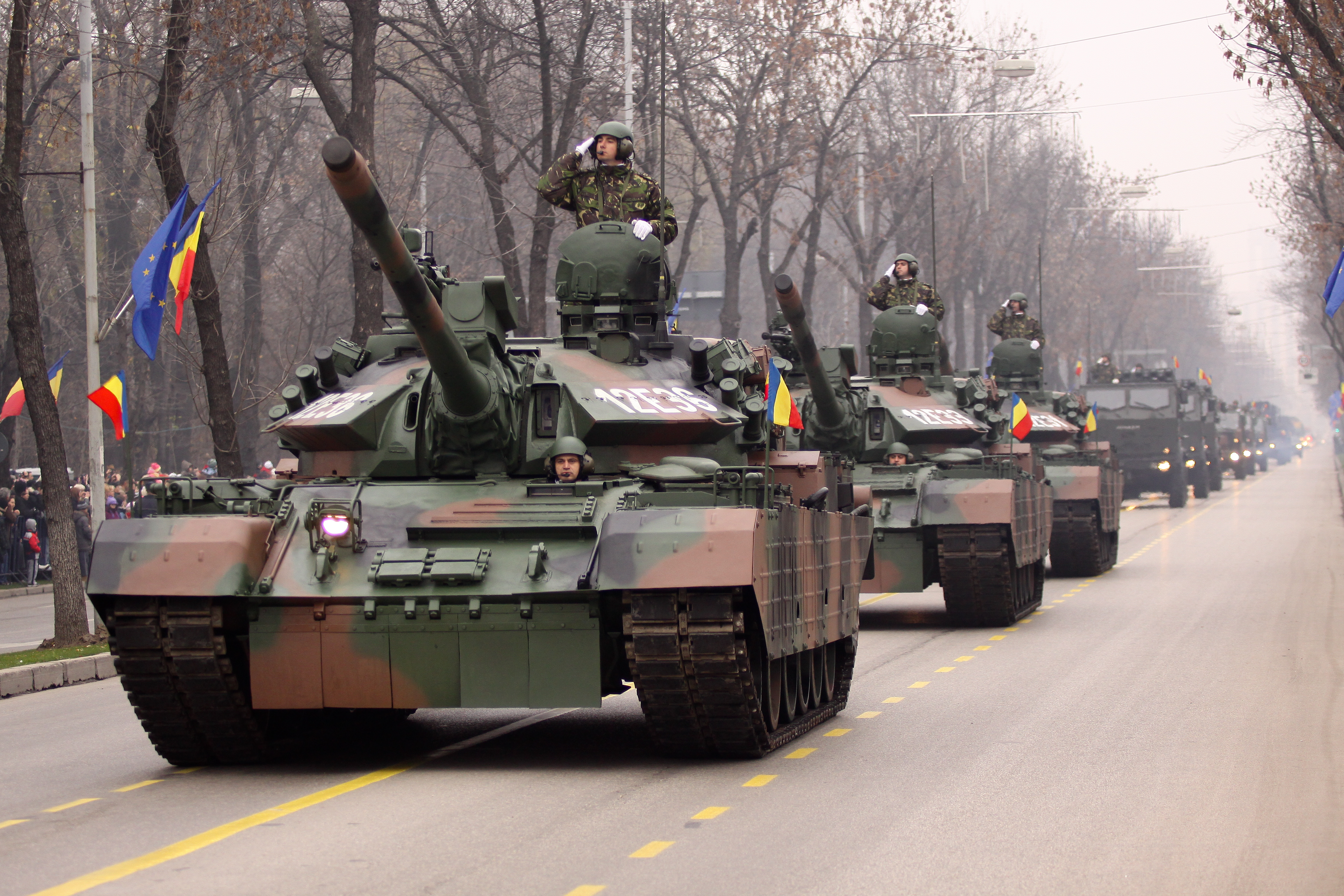
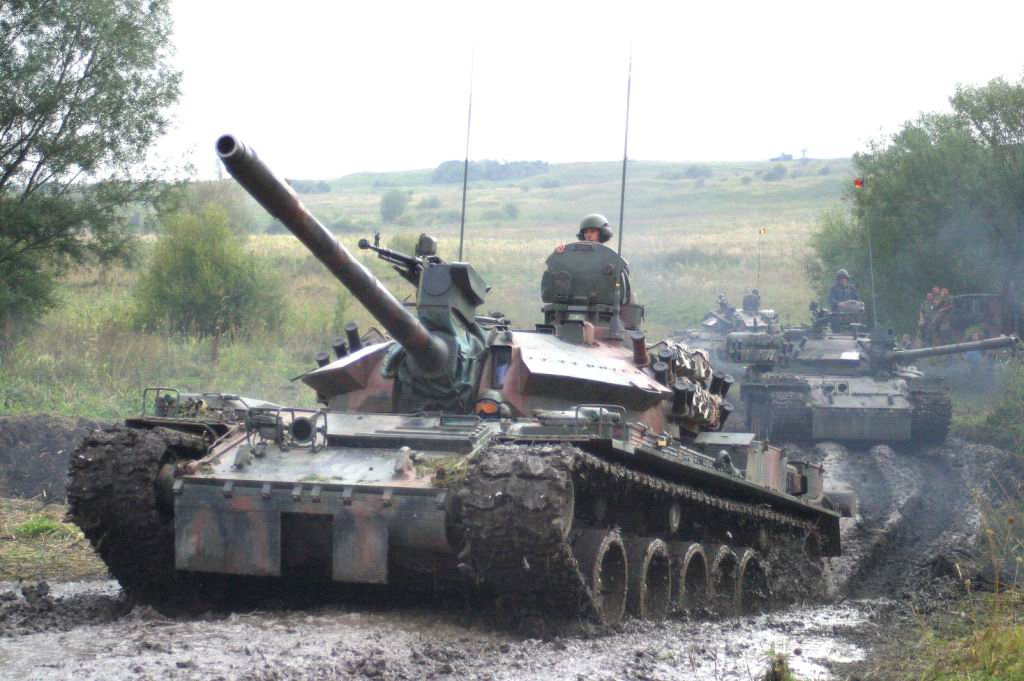
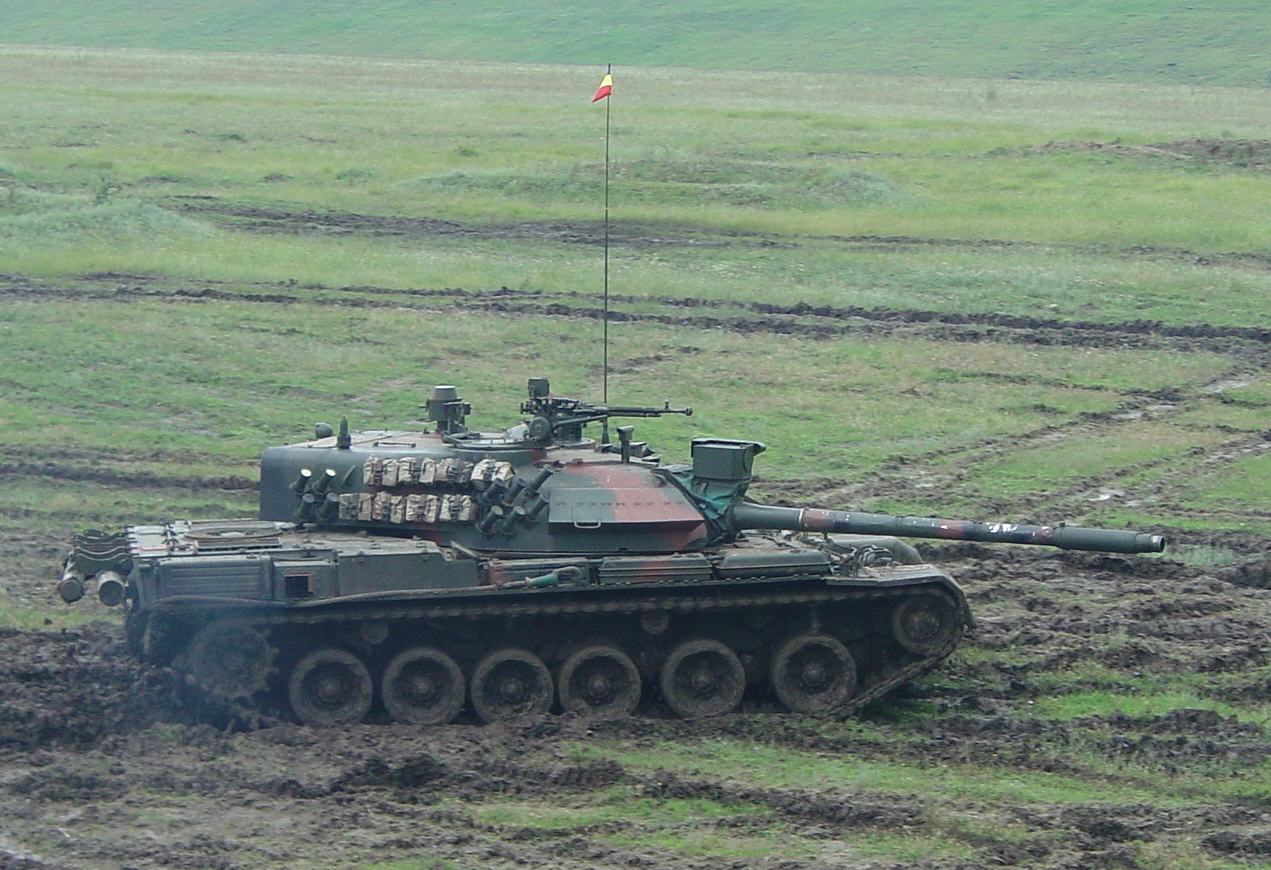
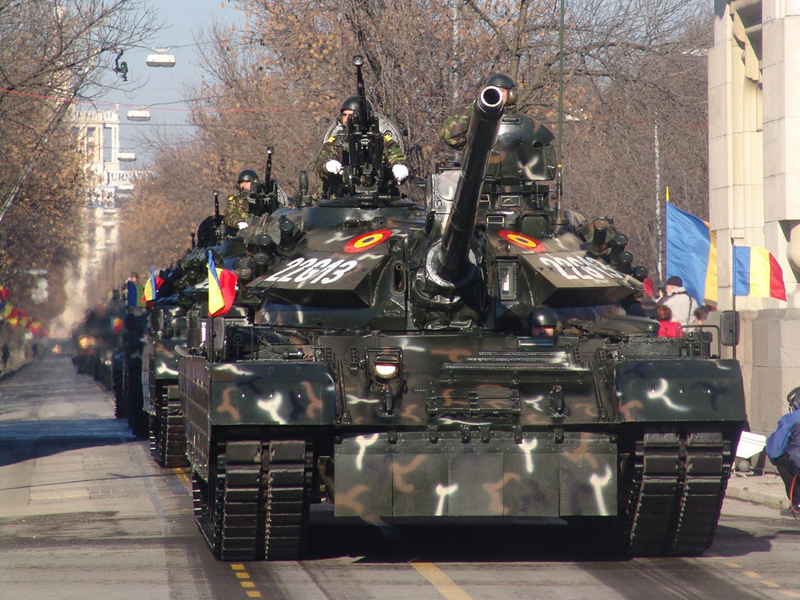
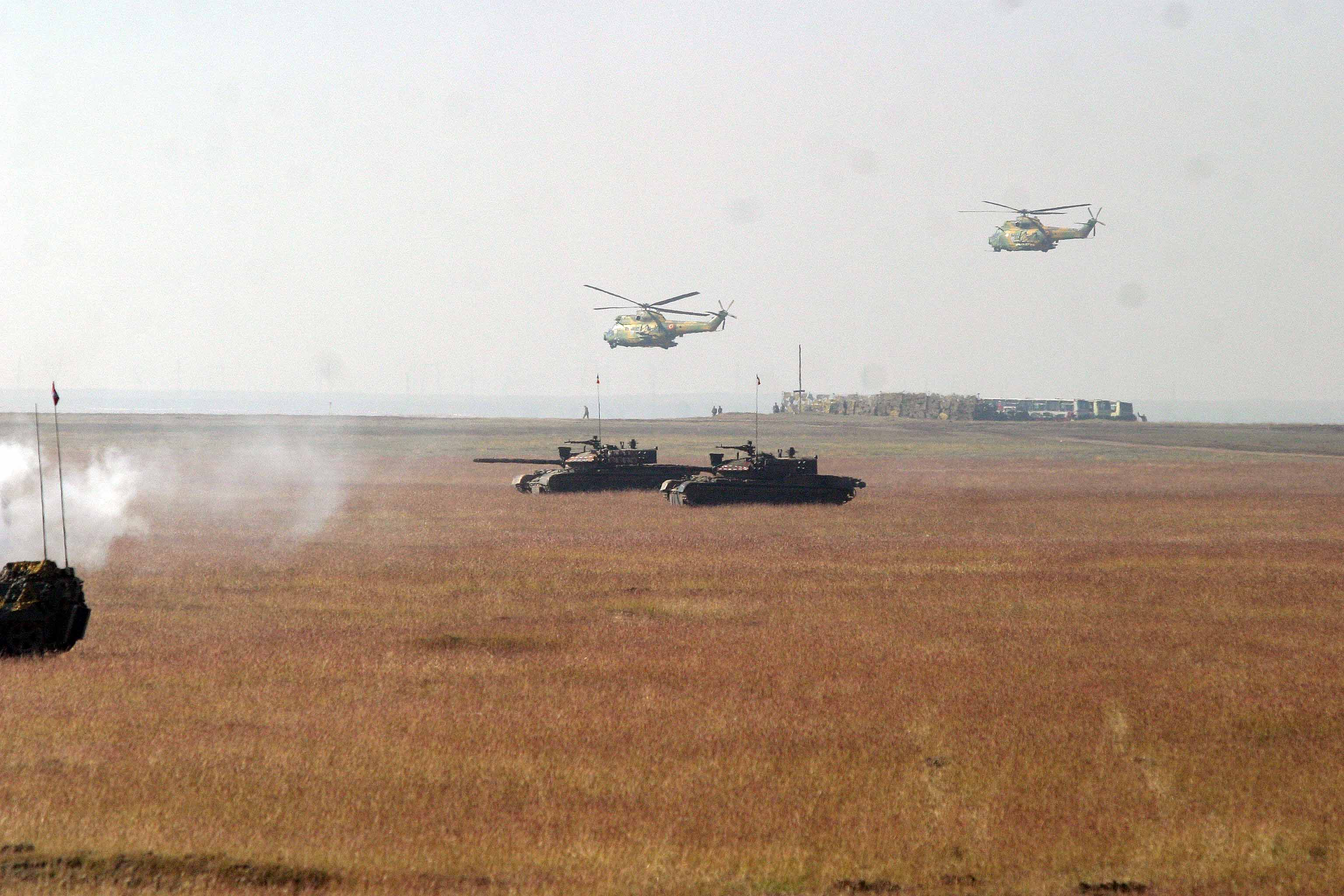
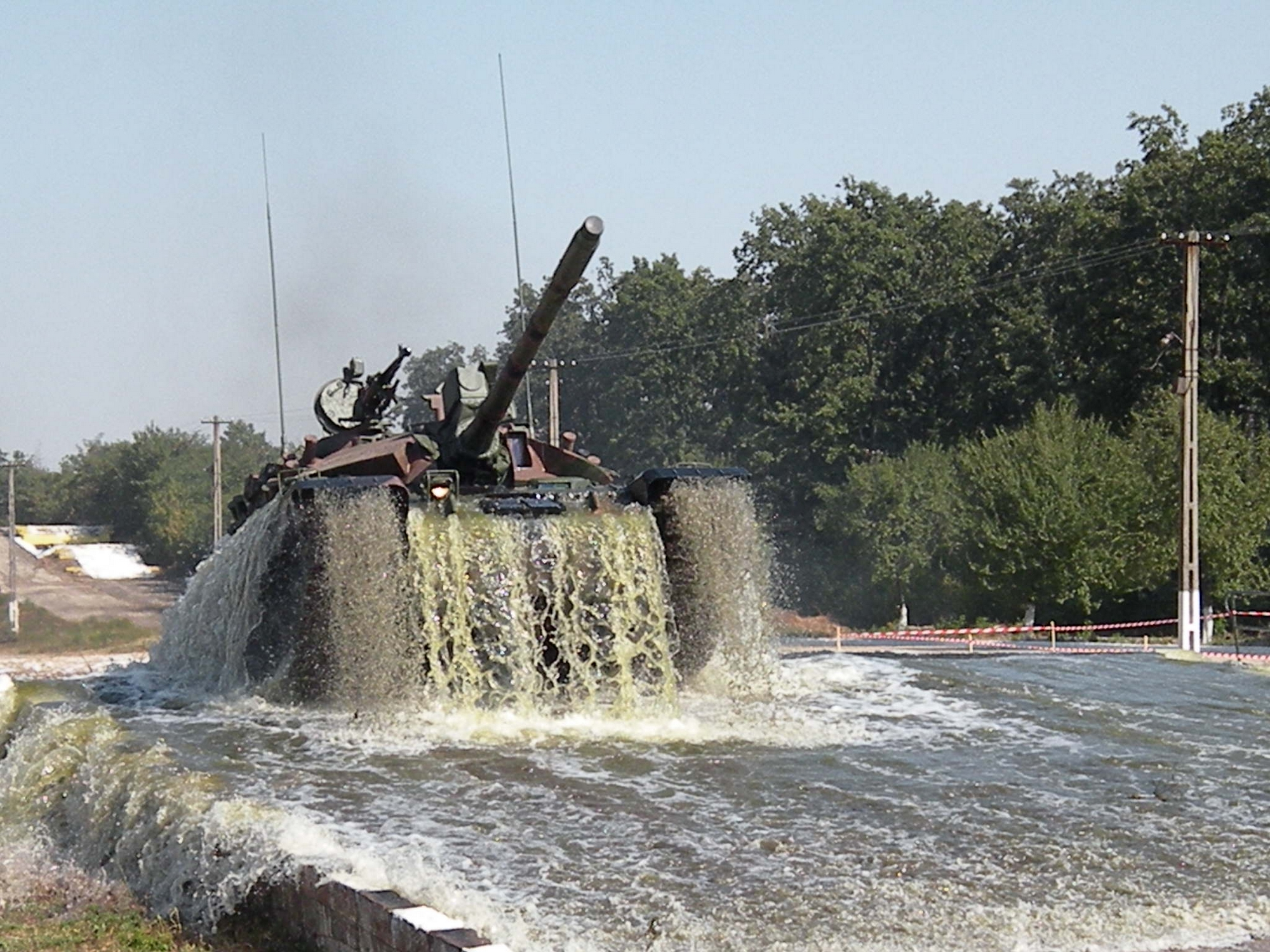
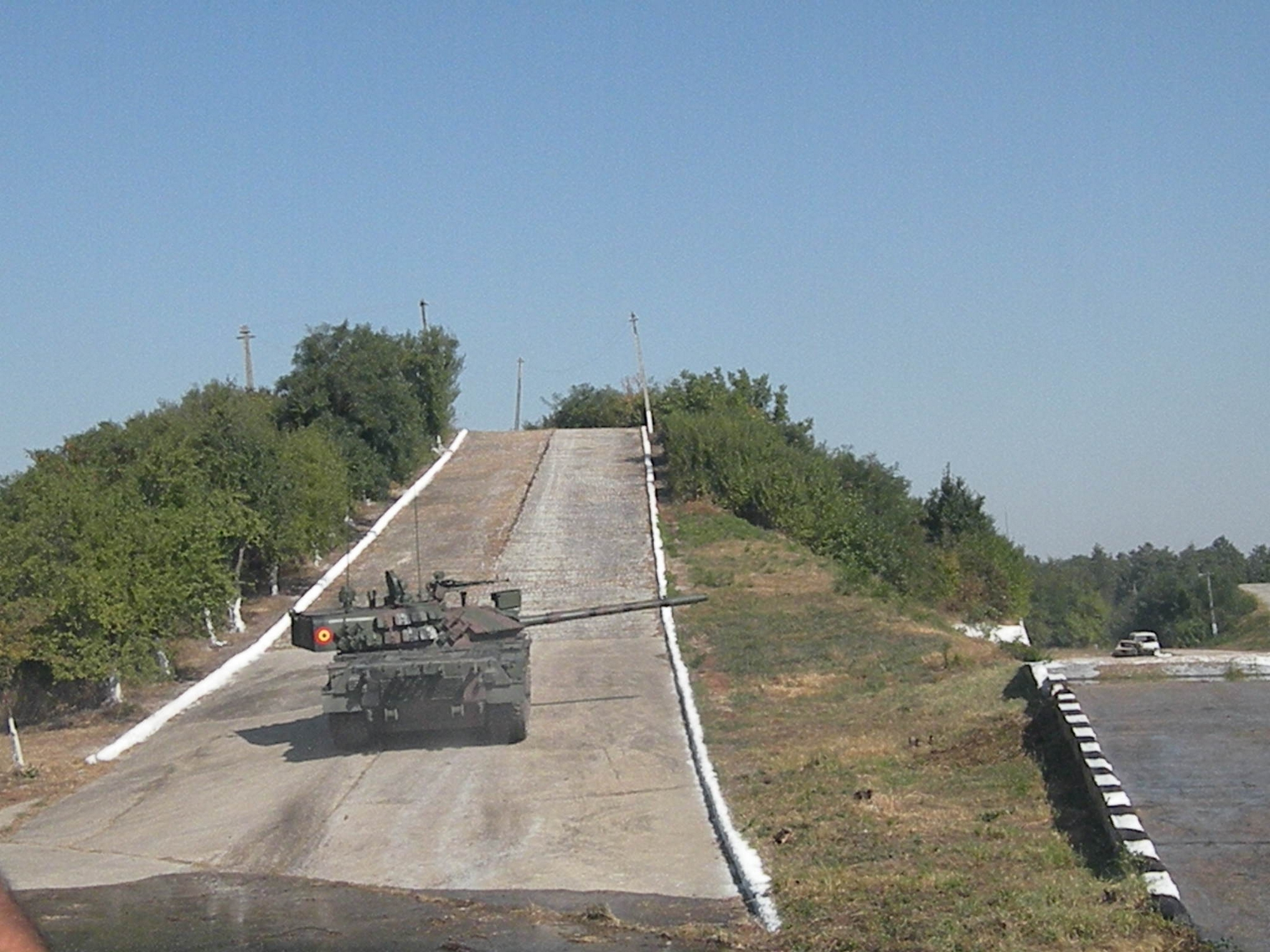
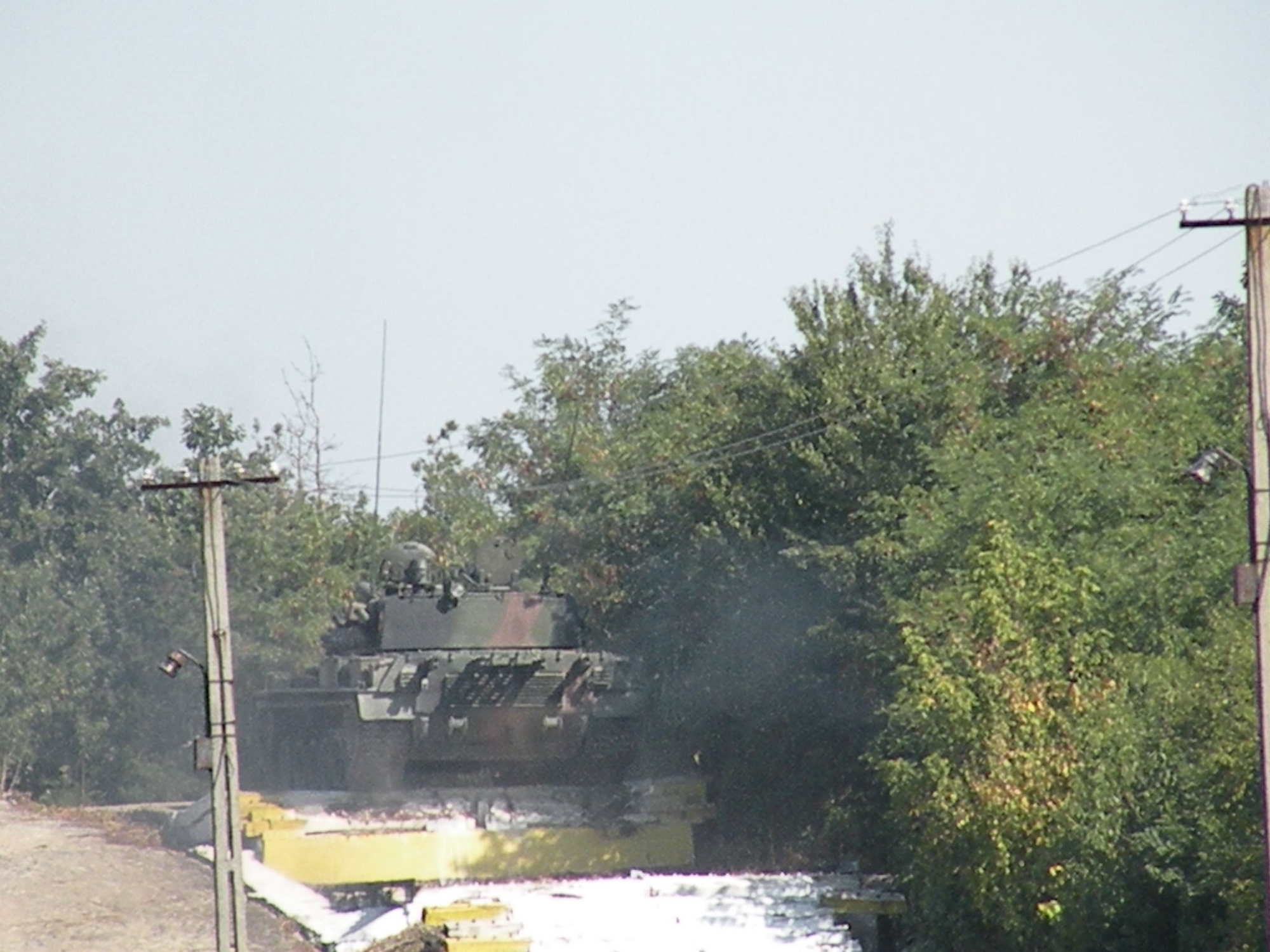
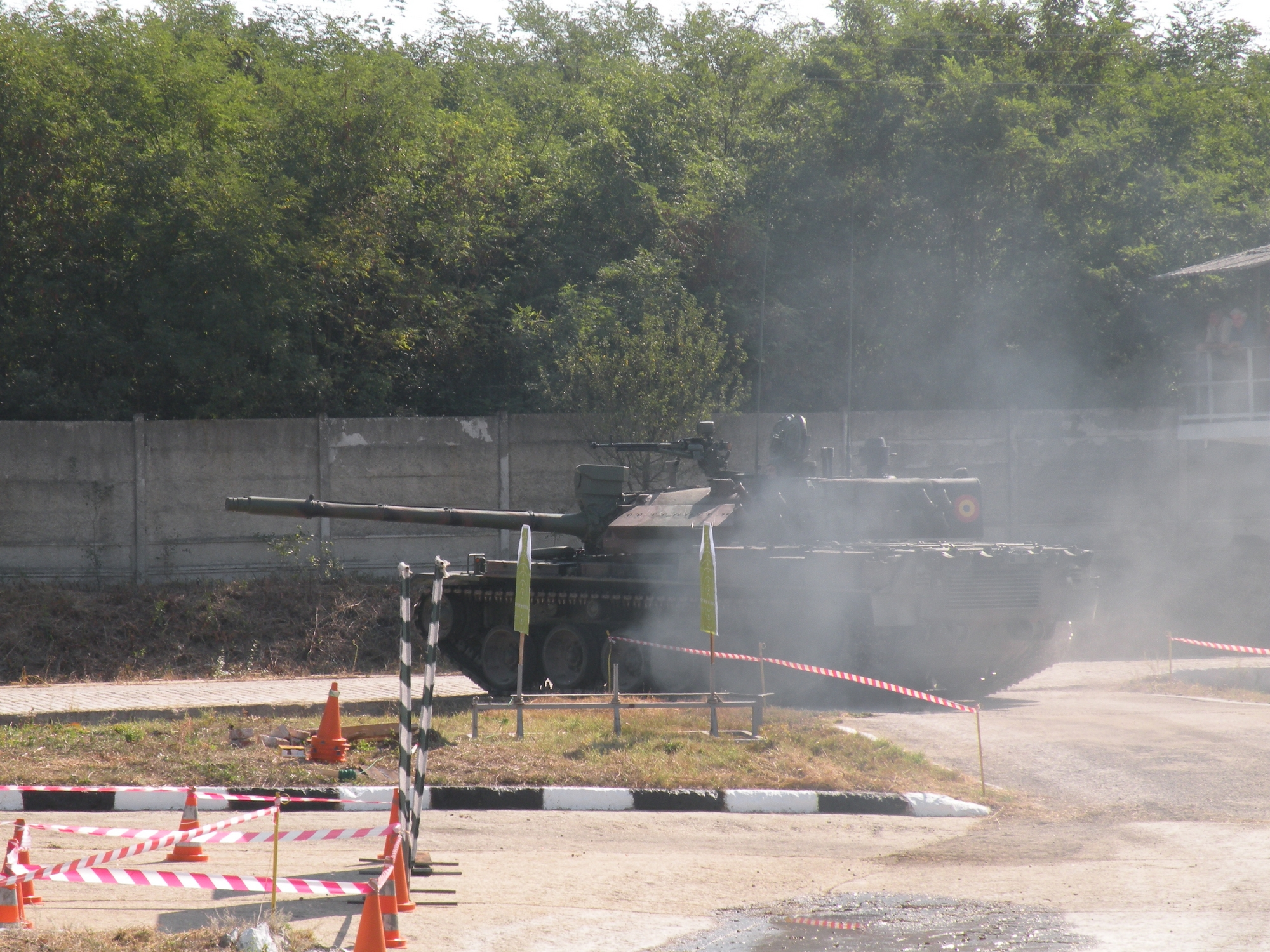